# Ich bin ein Star – Holt mich hier raus!
Ich bin ein Star – Holt mich hier raus!, umgangssprachlich auch als Dschungelcamp und in sozialen Netzwerken mit dem Hashtag IBES bezeichnet, ist eine deutsche Reality-Show, von der bei RTL seit 2004 nun die 18. Staffel ausgestrahlt wird. Vorbild ist das aus dem Vereinigten Königreich stammende Fernsehformat I’m a Celebrity … Get Me Out of Here!
Im August 2015 wurde unter dem Titel Ich bin ein Star – Lasst mich wieder rein! ein Ableger der Show produziert. Die Siegerin Brigitte Nielsen qualifizierte sich für die darauffolgende Staffel 10 der Originalshow, welche sie als Sechstplatzierte beendete.
Aufgrund der COVID-19-Pandemie wurde die für Januar 2021 geplante Staffel 15 auf 2022 verlegt. Als Ersatz wurde unter dem Titel Ich bin ein Star – Die große Dschungelshow ein zweiter Ableger der Show produziert. Der Sieger Filip Pavlović qualifizierte sich für die darauffolgende Staffel 15 der Originalshow, welche er auch gewinnen konnte.
Im August 2024 wurde mit Ich bin ein Star – Showdown der Dschungel-Legenden eine All-Star-Staffel anlässlich des 20-jährigen Jubiläums der Sendung ausgestrahlt. Der Ableger wurde in Südafrika gedreht und voraufgezeichnet. Das Finale und die Siegesprämie von 100.000 Euro wurden von der Sechstplatzierten der 7. Staffel Georgina Fleur gewonnen.

## Vorbild
Die Sendung basiert auf dem britischen Format I’m a Celebrity … Get Me Out of Here! des Senders ITV. Die britische Show wird von dem britischen Duo Ant & Dec (Anthony McPartlin und Declan Donnelly) moderiert. Das Showkonzept wurde auch in andere Länder verkauft. Die US-amerikanische Variante lief auf dem Sender ABC und wurde in der ersten Staffel von John Lehr, in der zweiten Staffel von Myleene Klass und Damien Fahey präsentiert.

## Konzept
Zehn bis zwölf Prominente leben rund zwei Wochen lang in einem sogenannten Dschungelcamp in Australien (in Staffel 15 in Südafrika) unter ständiger Beobachtung durch Fernsehkameras, ähnlich wie im Format Big Brother. Ziel der Teilnehmer ist es, die Gunst der Zuschauer zu gewinnen und so lange wie möglich im Camp zu bleiben, um als Sieger zur Dschungelkönigin bzw. zum Dschungelkönig gewählt zu werden. Seit Staffel 13 (2019) erhält der Gewinner zusätzlich eine Siegesprämie in Höhe von 100.000 Euro. Der Titel der Sendung bezieht sich auf einen Ausruf, mit dem die Teilnehmer sogenannte Dschungelprüfungen abbrechen oder auch direkt aus der Sendung aussteigen können. Die Produktionskosten für Ich bin ein Star – Holt mich hier raus! belaufen sich auf geschätzte 30 Millionen Euro im Jahr.

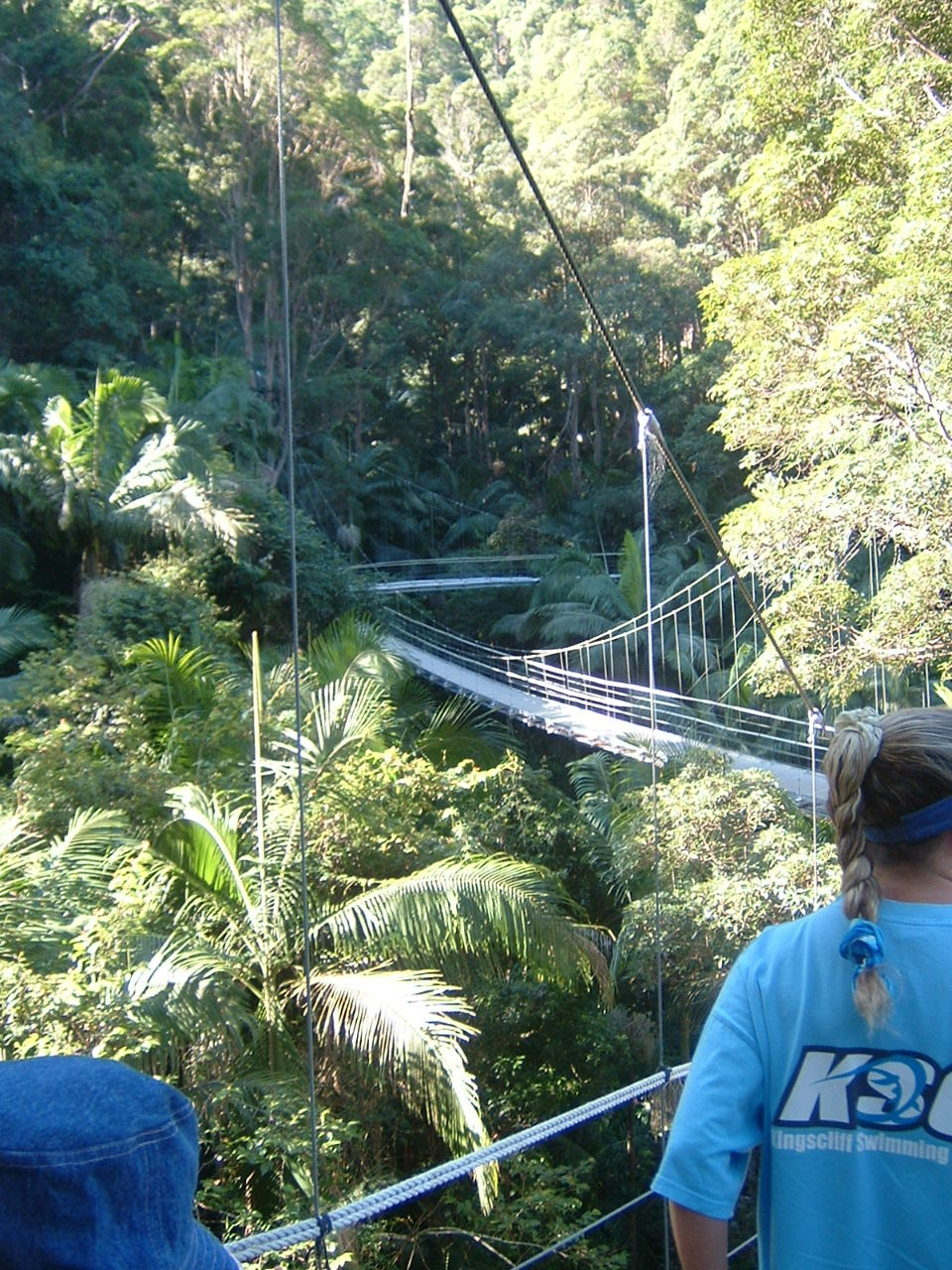
Ein Foto vom Drehort: die Brücken, die zum Camp führen.

Die deutsche Variante der Show lief ab 2004 in unregelmäßigen Abständen und wird seit 2011 jährlich ab Mitte Januar ausgestrahlt. Bis zu Staffel 6 (2012) moderierten Sonja Zietlow und Dirk Bach. Nach Bachs Tod wurde ab Staffel 7 (2013) Daniel Hartwich der zweite Moderator. Am 8. Februar 2022 wurde von RTL bestätigt, dass Hartwich aus „familiären Gründen“ die Moderation aufgibt. Sein Nachfolger wurde ab Staffel 16 (2023) Jan Köppen. Die Moderationstexte werden von Headautor Jens Oliver Haas (Zietlows Ehemann), Micky Beisenherz (Ex-Mann von Haas’ Schwester) sowie David Flasch und Jörg Uebber geschrieben. Für die medizinische Betreuung der Teilnehmer sind in der deutschen und der englischen Version der Show der Notfallsanitäter Bob McCarron alias Dr. Bob und seine drei Assistenten zuständig. Das Leben im Camp wird durchgehend von Kameras begleitet. Bemerkenswerte Szenen werden jeden Abend in einer Tageszusammenfassung gezeigt, zumeist untermalt von humoristischen Bemerkungen des Moderatorenduos, das dabei auch den Bekanntheitsgrad der Teilnehmer ironisch kommentiert.
Zwischen den Teilnehmern und der Produktionsgesellschaft besteht ein sogenannter Mitwirkendenvertrag. Dieser beinhaltet eine Gage und eine Aufwandsentschädigung für die Teilnahme, die in der Regel je nach Bekanntheitsgrad schwankt. In Einzelfällen kann der Betrag deutlich abweichen. Der Betrag wird in vier Raten ausgezahlt: bei Vertragsunterzeichnung, vor Einzug in das Lager, nach dem Finale und zwei Wochen nach Ausstrahlung der letzten Folge. Bis zu diesem Zeitpunkt besteht eine Exklusivvereinbarung zwischen dem Teilnehmer und RTL. Als Vertragsstrafen drohen zum einen der Verfall der letzten zwei Raten für den, der sich entscheidet, das Camp früher zu verlassen. Zum anderen drohen 30.000 Euro Strafe, falls ein Ex-Kandidat während der laufenden Produktion Interna gegenüber den Medien preisgibt. Zudem stehen die Teilnehmer stark im Fokus der Öffentlichkeit, wodurch sich die Kandidaten einen höheren Bekanntheitsgrad und neue Engagements erhoffen. Zur Vorbereitung erhalten die Kandidaten die Sendungen der vorigen Staffeln auf DVD. Zudem findet vor dem Einzug ins Camp eine medizinische und psychologische Untersuchung statt. Auch während des Aufenthalts in Australien steht den Kandidaten bei Bedarf ein medizinischer Ansprechpartner zur Verfügung. Wenn ein Teilnehmer mit dem Gedanken spielt, das Camp zu verlassen, gibt es Gespräche, wie eine solche Krise zu überwinden ist.
Produziert wird die Sendung (außer Staffel 15) auf einem ehemaligen Farmgelände in Dungay in New South Wales, etwa zehn Kilometer nordwestlich von Murwillumbah. Pächter des Geländes ist die britische Produktionsfirma Independent Television, früher Granada Television, die das zuvor offene Gelände aufwändig umgestaltet, bebaut und mit Kamera- und Tontechnik ausgestattet hat. Speziell während der Dreharbeiten wird das Gelände von militärisch uniformiertem Wachpersonal abgeschirmt. An der Produktion sind je nach Angabe zwischen 150 und 400 Mitarbeiter beteiligt. Die Produktion einer Staffel kostet RTL rund 30 Millionen Euro.
Murwillumbah gehört im Südsommer eigentlich zur Zeitzone Australian Eastern Daylight Time (UTC+11); in der Sendung wird aber konsequent die im eng benachbarten Queensland geltende Australian Eastern Standard Time (UTC+10) verwendet, die auch für die dort untergebrachten (und mit Uhren ausgestatteten) Begleitpersonen der Kandidaten maßgeblich ist. Wenn die Sendung in Deutschland beginnt, ist es an den Drehorten demnach bereits acht bis zehn Stunden später, also früher Morgen.

### Dschungelprüfungen
An jedem Tag muss ein Kandidat, teilweise auch zwei oder auch mehrere Kandidaten, eine Aufgabe bestehen. Diese Prüfungen bestehen zumeist darin, angsteinflößende oder abstoßende Situationen zu überwinden, beispielsweise, indem kleinere Tiere oder Teile von ihnen (zum Beispiel Hoden) verspeist werden müssen. Zudem werden die Kandidaten in den meisten Prüfungen mit beispielsweise Maden, Käfern und Spinnen überschüttet oder anderweitig mit ihnen konfrontiert. Seit 2020 verzichten RTL und die Produktionsfirma darauf, das Verspeisen von lebenden Tieren als Teil einer Dschungelprüfung zu verwenden.
Andere Prüfungen sind Geschicklichkeitsübungen, die gesichert in großer Höhe, über oder unter Wasser ausgeführt werden müssen. Der Kandidat muss während der Prüfung rote oder gelbe Sterne sammeln. Für jeden gesammelten Stern gibt es eine Essensration für die Campbewohner. Die Zahl der erspielbaren Sterne entspricht üblicherweise der aktuellen Anzahl an Campbewohnern. Jede Aufgabe kann mit dem Ausruf „Ich bin ein Star – Holt mich hier raus!“ abgebrochen werden, wodurch der Kandidat die erspielten Sterne verliert. Die Grundversorgung wird nach Angaben des Senders durch jeweils 70 Gramm Reis und Bohnen pro Person und Tag gesichert.
In der ersten Hälfte der Staffel wird der Prüfungskandidat jeweils per Telefon oder SMS von den Zuschauern ausgewählt, in der zweiten Hälfte und teilweise am ersten Tag bestimmen ihn die Teilnehmer durch eine geheime Abstimmung selbst. Am letzten Tag müssen alle drei Finalisten zu einer Prüfung antreten, dabei können sie für das letzte Abendessen jeweils fünf Sterne erspielen. Die ersten drei Sterne stehen für je ein Gericht des Ganges, für den der Kandidat antritt (Vorspeisen, Hauptgerichte oder Desserts), der vierte für ein eigenes Getränk, der fünfte für ein persönliches „Goodie“ (beispielsweise ein zusätzliches Getränk).
In den Staffeln 10 und 11 traten die Kandidaten vorübergehend in zwei Teams gegeneinander an; nur das Siegerteam erhielt die gewonnenen Essensrationen. In Staffel 12 gab es erstmals Prüfungen, in denen die Kandidaten entweder alle oder gar keinen Stern erspielen konnten.

### Schatzsuche
An einigen Tagen wird eine Schatztruhe im Wald versteckt, die die Kandidaten bergen müssen. Die Kandidaten gehen meist zu zweit auf Schatzsuche, lösen eine Aufgabe und bringen die Schatztruhe ins Camp. Dort wird die Truhe geöffnet, in der sich in der Regel eine Quizfrage mit zwei Antwortmöglichkeiten befindet. Beantworten die Kandidaten die Aufgabe richtig, gibt es einen Gewinn wie zum Beispiel Süßigkeiten, Bier oder Gewürze; antworten sie falsch, gibt es einen nutzlosen Trostpreis, beispielsweise eine CD. Seltener gibt es nach dem Lösen der Aufgabe sofort einen Gewinn, wie zum Beispiel bei der Aufgabe „Die dunkle Höhle“. Die Kandidaten müssen in einer dunklen Höhle eine Sanduhr bis zum nächsten Morgen am Laufen halten.

### Dschungelkönig
Je nach Anzahl der Teilnehmer wird ab einem bestimmten Tag der Staffel täglich per Telefonabstimmung ein Kandidat ermittelt, der das Lager verlassen muss. Da die Kandidaten per Telefonabstimmung ausschließlich unterstützt, aber nicht direkt abgewählt werden können, muss derjenige Kandidat gehen, der die wenigsten Zuschauerstimmen auf sich vereinigen kann. Falls Kandidaten das Camp freiwillig verlassen, entfällt die Rauswahl an der entsprechenden Anzahl von Tagen. Nach zwei Wochen gibt es zum Abschluss der Staffel das Finale, in dem zwei der letzten drei verbliebenen Kandidaten herausfallen. Der oder die letzte Verbleibende wird von RTL als Dschungelkönig bzw. Dschungelkönigin bezeichnet.

## Staffeln

### Übersicht
| Staffel | Moderatoren   | Moderatoren     | Beginn        | Ende          | Tage im Camp | Teil- nehmer | Dschungelkönig    | Zweitplatzierter      | Drittplatzierter   |
| ------- | ------------- | --------------- | ------------- | ------------- | ------------ | ------------ | ----------------- | --------------------- | ------------------ |
| 1       | Sonja Zietlow | Dirk Bach       | 9. Jan. 2004  | 20. Jan. 2004 | 12           | 10           | Costa Cordalis    | Lisa Fitz             | Daniel Küblböck    |
| 2       | Sonja Zietlow | Dirk Bach       | 23. Okt. 2004 | 6. Nov. 2004  | 15           | 10           | Désirée Nick      | Isabel Varell         | Willi Herren       |
| 3       | Sonja Zietlow | Dirk Bach       | 11. Jan. 2008 | 26. Jan. 2008 | 16           | 10           | Ross Antony       | Michaela Schaffrath   | Bata Illic         |
| 4       | Sonja Zietlow | Dirk Bach       | 9. Jan. 2009  | 24. Jan. 2009 | 16           | 10           | Ingrid van Bergen | Lorielle London       | Nico Schwanz       |
| 5       | Sonja Zietlow | Dirk Bach       | 14. Jan. 2011 | 29. Jan. 2011 | 16           | 11           | Peer Kusmagk      | Katy Karrenbauer      | Thomas Rupprath    |
| 6       | Sonja Zietlow | Dirk Bach       | 13. Jan. 2012 | 28. Jan. 2012 | 16           | 11           | Brigitte Nielsen  | Kim Gloss             | Rocco Stark        |
| 7       | Sonja Zietlow | Daniel Hartwich | 11. Jan. 2013 | 26. Jan. 2013 | 16           | 112 1        | Joey Heindle      | Olivia Jones          | Claudelle Deckert  |
| 8       | Sonja Zietlow | Daniel Hartwich | 17. Jan. 2014 | 1. Feb. 2014  | 16           | 11           | Melanie Müller    | Larissa Marolt        | Jochen Bendel      |
| 9       | Sonja Zietlow | Daniel Hartwich | 16. Jan. 2015 | 31. Jan. 2015 | 16           | 11           | Maren Gilzer      | Jörn Schlönvoigt      | Tanja Tischewitsch |
| 10      | Sonja Zietlow | Daniel Hartwich | 15. Jan. 2016 | 30. Jan. 2016 | 16           | 12           | Menderes Bağcı    | Sophia Wollersheim    | Thorsten Legat     |
| 11      | Sonja Zietlow | Daniel Hartwich | 13. Jan. 2017 | 28. Jan. 2017 | 16           | 12           | Marc Terenzi      | Hanka Rackwitz        | Florian Wess       |
| 12      | Sonja Zietlow | Daniel Hartwich | 19. Jan. 2018 | 3. Feb. 2018  | 16           | 12           | Jenny Frankhauser | Daniele Negroni       | Tina York          |
| 13      | Sonja Zietlow | Daniel Hartwich | 11. Jan. 2019 | 26. Jan. 2019 | 16           | 12           | Evelyn Burdecki   | Felix van Deventer    | Peter Orloff       |
| 14      | Sonja Zietlow | Daniel Hartwich | 10. Jan. 2020 | 25. Jan. 2020 | 16           | 12           | Prince Damien     | Sven Ottke            | Daniela Büchner    |
| 15      | Sonja Zietlow | Daniel Hartwich | 21. Jan. 2022 | 5. Feb. 2022  | 16           | 211 2        | Filip Pavlović    | Eric Stehfest         | Manuel Flickinger  |
| 16      | Sonja Zietlow | Jan Köppen      | 13. Jan. 2023 | 29. Jan. 2023 | 17           | 12           | Djamila Rowe      | Luigi „Gigi“ Birofio  | Lucas Cordalis     |
| 17      | Sonja Zietlow | Jan Köppen      | 19. Jan. 2024 | 4. Feb. 2024  | 17           | 12           | Lucy Diakovska    | Leyla Lahouar         | Tim Kampmann       |
| 18      | Sonja Zietlow | Jan Köppen      | 24. Jan. 2025 | 9. Feb. 2025  | 17           | 12           | Lilly Becker      | Pierre Sanoussi-Bliss | Alessia Herren     |

### Staffel 1
Die erste Staffel wurde vom 9. bis 20. Januar 2004 ausgestrahlt. Costa Cordalis wurde vom Publikum im Finale zum ersten Dschungelkönig gewählt. Lisa Fitz wurde Zweite und Daniel Küblböck erreichte den dritten Platz.
| Platz | Teilnehmer         | Bekannt als                                                           |
| ----- | ------------------ | --------------------------------------------------------------------- |
| 01    | Costa Cordalis †   | Schlagersänger                                                        |
| 02    | Lisa Fitz          | Kabarettistin, Schauspielerin, Sängerin                               |
| 03    | Daniel Küblböck †  | Schlager- und Popsänger, Kandidat bei Deutschland sucht den Superstar |
| 04    | Caroline Beil      | Fernsehmoderatorin, Schauspielerin                                    |
| 05    | Werner Böhm †      | Sänger, Musiker                                                       |
| 06    | Mariella Ahrens    | Schauspielerin                                                        |
| 07    | Susan Stahnke      | Schauspielerin, Fernsehmoderatorin, Sprecherin der ARD Tagesschau     |
| 08    | Antonia Langsdorf  | Fernsehastrologin, Moderatorin                                        |
| 09    | Carlo Thränhardt   | Leichtathlet                                                          |
| 110 1 | Dustin Semmelrogge | Schauspieler                                                          |

### Staffel 2
Die zweite Staffel wurde vom 23. Oktober bis 6. November 2004 ausgestrahlt. Siegerin wurde Désirée Nick, die sich im Finale gegen Willi Herren und Isabel Varell durchsetzte.
Knapp zwei Jahre nach Ende der zweiten Staffel wurde bekannt gegeben, dass RTL trotz des großen Erfolgs der ersten beiden Staffeln aufgrund von hohen Produktionskosten und einer aufwändigen Produktion auch weiterhin keine Fortsetzung von Ich bin ein Star – Holt mich hier raus! plante.
| Platz | Teilnehmer            | Bekannt als                                                              |
| ----- | --------------------- | ------------------------------------------------------------------------ |
| 01    | Désirée Nick          | Entertainerin, Schauspielerin, Autorin                                   |
| 02    | Isabel Varell         | Sängerin, Schauspielerin, Fernsehmoderatorin                             |
| 03    | Willi Herren †        | Entertainer, Schauspieler                                                |
| 04    | Jimmy Hartwig         | ehemaliger Fußballnationalspieler                                        |
| 05    | Carsten Spengemann    | Schauspieler, Fernsehmoderator (u. a. Deutschland sucht den Superstar)   |
| 06    | Heydi Núñez Gómez     | Model, Sängerin                                                          |
| 017 1 | Harry Wijnvoord       | Moderator                                                                |
| 08    | Nadja Abd el Farrag † | Fernsehmoderatorin, Sängerin                                             |
| 09    | Fabrice Morvan        | französischer Sänger, Teil des Popduos Milli Vanilli                     |
| 110 1 | Dolly Buster          | Pornodarstellerin, später u. a. Produzentin, Regisseurin, Schauspielerin |

### Staffel 3
Die dritte Staffel wurde vom 11. bis 26. Januar 2008 ausgestrahlt. Am 22. Januar musste der Kandidat DJ Tomekk die Sendung verlassen, nachdem ein kurz vor Einzug in das Camp aufgenommenes Video bekannt geworden war, in welchem er die Hand zum Hitlergruß gehoben und die erste Strophe des Deutschlandlieds gesungen hatte. Ross Antony wurde Dschungelkönig vor Michaela Schaffrath und Bata Illic.

Erst am 10. Januar 2008, einen Tag vor Start der Staffel, bestätigte der Sender die Kandidaten.
| Platz | Teilnehmer           | Bekannt als                                                                             |
| ----- | -------------------- | --------------------------------------------------------------------------------------- |
| 01    | Ross Antony          | Sänger, Musicaldarsteller, ehemaliges Mitglied der Band Bro’Sis                         |
| 02    | Michaela Schaffrath  | Schauspielerin, ehemalige Pornodarstellerin als Gina Wild                               |
| 03    | Bata Illic           | Schlagersänger                                                                          |
| 04    | Isabel Edvardsson    | Profi-Tänzerin bei Let’s Dance                                                          |
| 05    | Eike Immel           | ehemaliger Profi-Fußballtorhüter und Fußballnationalspieler                             |
| 06    | Barbara Herzsprung   | Modedesignerin, ehemalige Ehefrau von Bernd Herzsprung und Mutter von Hannah Herzsprung |
| 017 1 | DJ Tomekk            | Hip-Hop-DJ, Musikproduzent                                                              |
| 028 2 | Björn-Hergen Schimpf | Moderator                                                                               |
| 09    | Julia Biedermann     | Schauspielerin                                                                          |
| 110 3 | Lisa Bund            | Sängerin, Kandidatin bei Deutschland sucht den Superstar                                |

### Staffel 4
Die vierte Staffel wurde vom 9. bis 24. Januar 2009 ausgestrahlt. Bevor RTL offiziell die Prominenten der Show bestätigte, erlaubte sich der Sender auf der Webseite einen Scherz, indem Thomas Gottschalk, Angelina Jolie und Pamela Anderson als Platzhalter für die tatsächlich teilnehmenden Kandidaten eingesetzt wurden.
Die damals 78-jährige Schauspielerin Ingrid van Bergen setzte sich am 24. Januar im Finale gegen Lorielle London und Nico Schwanz durch und wurde dadurch zur Dschungelkönigin gewählt.
Das Finale der vierten Staffel wurde wie bereits bei der dritten Staffel parallel zu der ZDF-Show Wetten, dass..? ausgestrahlt. Trotz der starken Konkurrenz konnte die letzte Ausgabe der vierten Staffel 7,17 Millionen Menschen insgesamt und 4,63 Millionen werberelevante Zuschauer (37,5 Prozent Marktanteil) erreichen. Im Durchschnitt verfolgten 5,75 Millionen Zuschauer die vierte Staffel.

Am 7. Januar 2009, wenige Tage vor Start der Staffel, bestätigte der Sender die Kandidaten.
| Platz | Teilnehmer         | Bekannt als                                                                       |
| ----- | ------------------ | --------------------------------------------------------------------------------- |
| 01    | Ingrid van Bergen  | Schauspielerin                                                                    |
| 02    | Lorielle London    | Entertainerin, Kandidatin bei Deutschland sucht den Superstar                     |
| 03    | Nico Schwanz       | Model, Friseur                                                                    |
| 04    | Gundis Zámbó       | Model, Schauspielerin, Moderatorin                                                |
| 015 1 | Giulia Siegel      | Model, Fernsehmoderatorin, Gelegenheits-DJ und -Schauspielerin                    |
| 06    | Günther Kaufmann † | Schauspieler                                                                      |
| 07    | Christina Lugner   | Fernsehmoderatorin, ehemalige Ehefrau des Bauunternehmers Richard „Mörtel“ Lugner |
| 08    | Norbert Schramm    | Eiskunstläufer                                                                    |
| 09    | Peter Bond         | Schauspieler, Fernsehmoderator                                                    |
| 10    | Michael Meziani    | Schauspieler                                                                      |

### Staffel 5
Obwohl von Dirk Bach in der letzten Folge der vierten Staffel angekündigt, wurde das Dschungelcamp 2010 am 11. Juni 2009 aufgrund geringer Werbebuchungen, die sich bereits 2009 in Form von für die Reichweite unverhältnismäßig kurzen Werbeblöcken gezeigt hatten, abgesagt.
Die fünfte Staffel wurde vom 14. bis 29. Januar 2011 ausgestrahlt. Zum ersten Mal waren elf Kandidaten dabei. Sarah Knappik verließ das Camp am 25. Januar 2011, nachdem im Rahmen von Auseinandersetzungen im Camp fünf Kandidaten für den Fall ihres weiteren Verbleibs den Ausstieg angedroht hatten. Peer Kusmagk wurde zum Sieger der Staffel gewählt und gewann das Finale somit gegen Katy Karrenbauer und Thomas Rupprath.
| Platz | Teilnehmer              | Bekannt als                                                    | Auszug am  |
| ----- | ----------------------- | -------------------------------------------------------------- | ---------- |
| 01    | Peer Kusmagk            | Schauspieler, Fernsehmoderator                                 | 29. Januar |
| 02    | Katy Karrenbauer        | Schauspielerin, Sängerin, Autorin                              | 29. Januar |
| 03    | Thomas Rupprath         | Schwimm-Weltmeister                                            | 29. Januar |
| 04    | Jay Khan                | Sänger, ehemaliges Mitglied der Band US5                       | 28. Januar |
| 05    | Indira Weis             | Schauspielerin, Sängerin, ehemaliges Mitglied der Band Bro’Sis | 27. Januar |
| 06    | Mathieu Carrière        | Schauspieler                                                   | 26. Januar |
| 07    | Rainer Langhans         | Autor und Mitglied der Kommune I                               | 25. Januar |
| 018 1 | Sarah Knappik           | Model, Kandidatin bei Germany’s Next Topmodel                  | 24. Januar |
| 09    | Gitta Saxx              | Model, Moderatorin, Playmate                                   | 23. Januar |
| 10    | Eva Jacob               | Sängerin, Mitglied der Band Jacob Sisters                      | 22. Januar |
| 11    | Frank „Froonck“ Matthée | Hochzeitsplaner, Moderator von Frank – Der Weddingplaner       | 21. Januar |

Die fünfte Staffel wurde im Durchschnitt von 7,40 Millionen Menschen angesehen, was einem Marktanteil von 29,4 Prozent entsprach. In der Zielgruppe der 14- bis 49-Jährigen wurde ein durchschnittlicher Marktanteil von 41,2 Prozent erreicht.
Die höchsten Marktanteile erreichten das Staffelfinale sowie die elfte und zwölfte Ausgabe, die sich mit dem eskalierenden Streit um Sarah Knappik und ihrem darauf folgenden freiwilligen Auszug beschäftigten. Die elfte Sendung vom 24. Januar 2011 sahen durchschnittlich 8,66 Millionen Zuschauer ab 3 Jahren, in der Zielgruppe wurde dabei ein Marktanteil von 47,5 Prozent erzielt. Die im Anschluss gezeigte Sendung Extra – Das RTL-Magazin, die sich ebenfalls mit den Geschehnissen im Dschungelcamp befasste, hatte mit 49,7 Prozent sogar noch einen etwas höheren Marktanteil in der Zielgruppe. Die auf 1:45 Stunden verlängerte zwölfte Sendung vom 25. Januar 2011 erreichte mit 50,3 Prozent in der Zielgruppe den höchsten Marktanteil der Staffel; nur das Finale der ersten Staffel erreichte eine noch höhere Quote (54,1 Prozent). Das Finale vom 29. Januar 2011 sahen im Schnitt 8,93 Millionen Menschen an, womit es sich von allen Staffeln um die Folge mit den bisher höchsten Zuschauerzahlen handelt.

### Staffel 6
Die sechste Staffel wurde vom 13. bis 28. Januar 2012 ausgestrahlt. Der Titelsong war eine abgewandelte Version des Songs Wildes Ding von Culcha Candela. Schauspielerin Brigitte Nielsen erhielt für ihre Teilnahme eine Gage in Höhe von 150.000 Euro und war damit bis dato die höchstverdienende Kandidatin in der Geschichte des Formats; die restlichen Kandidaten erhielten Medienberichten zufolge zwischen 30.000 und 60.000 Euro.
Nach dreitägigem Dauerregen in weiten Teilen Ostaustraliens während der zweiten Ausstrahlungswoche wurden Zufahrtsstraßen und Brücken zum Camp derart überschwemmt, dass das Produktionsteam wie auch die Moderatoren und Kandidaten von der Außenwelt abgeschnitten waren. RTL teilte mit, dass man u. a. einen Abbruch der Sendung in Betracht ziehe. Ab dem 27. Januar war das Camp wieder über Umwege erreichbar. Da aufgrund der Umstände auch die für den 25. Januar vorbereitete Dschungelprüfung nicht hätte stattfinden können, wurde sie durch eine weniger aufwändige Herausforderung direkt im Camp ersetzt. Die Dschungelprüfung vom 27. Januar wurde aus denselben Gründen ins Baumhaus der Moderatoren verlegt.
Des Weiteren sorgte Kandidat Vincent Raven mit kritischen Äußerungen über Frauen in Führungspositionen für Aufsehen.
Am 28. Januar 2012 standen Brigitte Nielsen, Kim Gloss und Rocco Stark im Finale, von denen Erstere zur Dschungelkönigin gewählt wurde.
| Platz | Teilnehmer                 | Bekannt als |
| ----- | -------------------------- | --- |
| 01    | Brigitte Nielsen           | Schauspielerin, Model                                                                                            |
| 02    | Kim Gloss                  | Sängerin, Kandidatin bei Deutschland sucht den Superstar                                                         |
| 03    | Rocco Stark                | Schauspieler, Sohn von Uwe Ochsenknecht                                                                          |
| 04    | Micaela Schäfer            | Erotik-Model, DJane, Kandidatin bei Germany’s Next Topmodel                                                      |
| 05    | Vincent Raven              | Magier, Paragnostiker, Gewinner der 1. Staffel The next Uri Geller                                               |
| 06    | Aílton                     | Ehemaliger Profifußballer, im Jahr 2004 „Torschützenkönig der Bundesliga“, „Fußballer des Jahres“ in Deutschland |
| 07    | Radost Bokel               | Schauspielerin, Kinderstar als Darstellerin der Titelrolle in dem Film Momo                                      |
| 08    | Marlene „Jazzy“ Tackenberg | Sängerin, ehemaliges Mitglied der Band Tic Tac Toe                                                               |
| 09    | Ramona Leiß                | Moderatorin (u. a. von 1993 bis 1999 im ZDF-Fernsehgarten), Schauspielerin                                       |
| 10    | Daniel Lopes               | Sänger, Kandidat bei Deutschland sucht den Superstar, Das Supertalent                                            |
| 11 1  | Martin Kesici              | Sänger, Radiomoderator, Gewinner der 1. Staffel Star Search                                                      |

Die sechste Staffel wurde im Durchschnitt von 6,57 Millionen Menschen gesehen, dies führt zu einem Marktanteil von 26,7 Prozent. In der Zielgruppe der 14- bis 49-Jährigen wurde ein durchschnittlicher Marktanteil von 37,5 Prozent erreicht, bei durchschnittlich 3,96 Millionen.

### Staffel 7
Die siebte Staffel wurde vom 11. bis 26. Januar 2013 ausgestrahlt. Nach dem Tod des Moderators Dirk Bach Anfang Oktober 2012 war bis Ende November unklar, ob die Sendung fortgeführt werden würde; dann bestätigte RTL die Planung mit Daniel Hartwich und Sonja Zietlow als Moderatoren und wieder elf Teilnehmern. Neben der täglichen Fernsehsendung gab es am Vorabend auf dem Schwestersender RTL Nitro erstmals ein Fernsehmagazin mit dem Titel Ich bin ein Star – Holt mich hier raus! Das Magazin, das von Sunny Bansemer moderiert wurde. In diesem wurden die Geschehnisse mit ehemaligen Camp-Bewohnern diskutiert sowie per Direktschaltung Neuigkeiten aus Australien vermeldet.
Anders als in den ersten sechs Staffeln zogen sechs Personen schon einen Tag früher als die anderen ins Camp ein.
Am ersten Tag mussten die Bewohner das Lagerfeuer nur wenige Stunden nach Entfachung erstmals in der Geschichte der Show bis auf Weiteres wieder löschen. Wegen hoher Waldbrandgefahr infolge der herrschenden Hitze hatte die örtliche Verwaltung offenes Feuer verboten. Die Bewohner bekamen als Ersatz einen Gaskocher. Wenige Tage später durfte das Feuer wieder entzündet werden.
Helmut Berger musste das Camp aufgrund seines Gesundheitszustands und der angekündigten Hitzewelle auf Anraten des medizinischen Betreuers Bob McCarron am 12. Januar verlassen. Als Ersatz zog noch in derselben Folge Klaus Baumgart ein. Zum ersten Mal gab es damit einen Nachrückkandidaten und insgesamt zwölf Teilnehmer.
Am 26. Januar wurde Joey Heindle mit 53,21 Prozent der Zuschauerstimmen zum Dschungelkönig 2013 gewählt.
| Platz | Teilnehmer        | Bekannt als                                                                                     |
| ----- | ----------------- | ----------------------------------------------------------------------------------------------- |
| 01    | Joey Heindle      | Sänger, Kandidat bei Deutschland sucht den Superstar                                            |
| 02    | Olivia Jones      | Travestiekünstler, Dragqueen, Besitzer von drei Lokalen auf der Reeperbahn in Hamburg           |
| 03    | Claudelle Deckert | Schauspielerin, Darstellerin bei Unter uns                                                      |
| 04    | Fiona Erdmann     | Fotomodel, Schauspielerin, Moderatorin, Kandidatin bei Germany’s Next Topmodel                  |
| 05    | Patrick Nuo       | Sänger, ehemaliges Jurymitglied bei Deutschland sucht den Superstar                             |
| 06    | Georgina Fleur    | Kandidatin bei Der Bachelor                                                                     |
| 07    | Iris Klein        | Mutter von Daniela Katzenberger, Reality-TV-Teilnehmerin (Big Brother)                          |
| 08    | Allegra Curtis    | Schauspielerin, Tochter von Tony Curtis und Christine Kaufmann                                  |
| 09    | Arno Funke        | Autor, Grafiker, DJ, bekannt als verurteilter Kaufhaus-Erpresser unter dem Pseudonym „Dagobert“ |
| 10    | Klaus Baumgart    | Mitglied des Schlagerduos Klaus und Klaus                                                       |
| 11    | Silva Gonzalez    | Sänger der Band Hot Banditoz, Schauspieler                                                      |
| 12 1  | Helmut Berger †   | Filmschauspieler, ehemaliger „schönster Mann der Welt“                                          |

Die siebte Staffel wurde im Durchschnitt von 7,34 Millionen Zuschauern verfolgt, was einem Marktanteil von 29,2 Prozent entspricht. In der werberelevanten Zielgruppe der 14- bis 49-Jährigen wurde ein durchschnittlicher Marktanteil von 41,6 Prozent bei 4,35 Millionen Menschen erreicht. In der Zielgruppe war die siebte Staffel somit die bisher erfolgreichste Staffel.
In der Zielgruppe der 14- bis 49-Jährigen wurde mit 43,1 Prozent Marktanteil in Folge 4 der Spitzenwert der 6. Staffel überholt und mit 49,4 Prozent im Finale (Folge 16) der Staffelrekord aufgestellt.

### Staffel 8
Die Ausstrahlung der achten Staffel begann am 17. Januar 2014 mit dem Einzug der elf neuen Teilnehmer. Die Moderatoren waren erneut Sonja Zietlow und Daniel Hartwich. Das Finale wurde am 1. Februar ausgestrahlt; mit dem Großen Wiedersehen am 2. Februar endete die Staffel. Zwei Wochen später, am 16. Februar 2014, gab es eine zusätzliche Sendung mit dem Titel Welcome Home und Frauke Ludowig als Moderatorin.
Michael Wendler, der das Camp nach vier Tagen am 20. Januar freiwillig verließ, war der erste Kandidat in der Geschichte der Sendung, der danach seinen Willen bekundete, diese Entscheidung rückgängig zu machen und wieder in das Camp einzuziehen. Ein erneuter Einzug wurde jedoch von Seiten der Produktion abgelehnt.
Am 24. Januar 2014 trat Larissa Marolt zum achten Mal hintereinander zur Dschungelprüfung an und stellte damit einen neuen internationalen Rekord in dem Sendungsformat auf. Insgesamt musste sie zehn Dschungelprüfungen absolvieren, was bisher von keinem anderen Teilnehmer an allen weltweiten Ausgaben übertroffen wurde.
Mit durchschnittlich 7,95 Millionen Zuschauern war die Staffel zum Zeitpunkt ihrer Ausstrahlung die erfolgreichste.
Am 2. Februar wurde Melanie Müller mit 60,14 Prozent der Zuschauerstimmen zur Dschungelkönigin 2014 gewählt.
| Platz | Teilnehmer                 | Bekannt als                                                                                           |
| ----- | -------------------------- | --- |
| 01    | Melanie Müller             | Reality-TV-Teilnehmerin, Kandidatin bei Der Bachelor                                                  |
| 02    | Larissa Marolt             | Model, Schauspielerin, Gewinnerin von Austria’s Next Topmodel, Kandidatin bei Germany’s Next Topmodel |
| 03    | Jochen Bendel              | Moderator, Synchronsprecher                                                                           |
| 04    | Tanja Schumann             | Schauspielerin, Synchronsprecherin, Komikerin                                                         |
| 05    | Winfried Glatzeder         | Schauspieler                                                                                          |
| 06    | Marco Angelini             | Sänger, Kandidat bei Deutschland sucht den Superstar                                                  |
| 07    | Gabriella De Almeida Rinne | Sängerin, ehemaliges Mitglied der Band Queensberry                                                    |
| 08    | Mola Adebisi               | ehemaliger VIVA-Moderator                                                                             |
| 09    | Julian F. M. Stoeckel      | Schauspieler, Modedesigner                                                                            |
| 10    | Corinna Drews              | Schauspielerin, Model, ehemalige Ehefrau des Schlagersängers Jürgen Drews                             |
| 111 1 | Michael Wendler            | Schlagersänger                                                                                        |

### Staffel 9
Die Ausstrahlung der neunten Staffel begann am 16. Januar 2015 mit dem Einzug der elf neuen Teilnehmer. Die Moderatoren waren erneut Sonja Zietlow und Daniel Hartwich. Das Finale wurde am 31. Januar ausgestrahlt; mit dem Großen Wiedersehen am 1. Februar endete die Staffel. Zwei Wochen später, am 15. Februar 2015, gab es wieder eine zusätzliche Sendung mit dem Titel Welcome Home.
Fünf Kandidaten zogen schon einen Tag früher als die anderen ins Camp. Die restlichen sechs Kandidaten verbrachten die erste Nacht auf einer nahegelegenen Insel, bevor sie ins Camp einzogen.
Am 31. Januar teilte RTL mit, dass der Vertrag mit Benjamin Boyce aufgelöst wurde und dieser an keinen weiteren Terminen, wie zum Beispiel bei dem großen Wiedersehen, teilnehmen werde.
Im Gegensatz zu früheren Staffeln kam bei der neunten Staffel Kritik auf, dass sie wenig unterhaltsam sei. Die B.Z. aus Berlin stellte deshalb ihre tägliche Berichterstattung ein.
Am 1. Februar 2015 wurde Maren Gilzer mit 56,18 Prozent der Zuschauerstimmen zur Dschungelkönigin gewählt.
| Platz | Teilnehmer              | Bekannt als                                                                       |
| ----- | ----------------------- | --------------------------------------------------------------------------------- |
| 1     | Maren Gilzer            | Assistentin beim Glücksrad, Schauspielerin, Fotomodel                             |
| 2     | Jörn Schlönvoigt        | Schauspieler, Darsteller bei Gute Zeiten, schlechte Zeiten, Sänger                |
| 3     | Tanja Tischewitsch      | Kandidatin bei Deutschland sucht den Superstar                                    |
| 4     | Rolf „Rolfe“ Scheider   | Casting Director, Juror bei Germany’s Next Topmodel und Austria’s Next Topmodel   |
| 5     | Aurelio Savina          | Model, Kandidat bei Die Bachelorette                                              |
| 6     | Walter Freiwald †       | Moderator (u. a. von Der Preis ist heiß, Teleshopping)                            |
| 7     | Rebecca Siemoneit-Barum | Schauspielerin, Zirkusartistin, Darstellerin in der Lindenstraße                  |
| 8     | Sara Kulka              | Model, Kandidatin bei Germany’s Next Topmodel                                     |
| 9     | Benjamin Boyce          | Sänger, Mitglied der Band Caught in the Act                                       |
| 10    | Patricia Blanco         | Tochter des Schlagersängers Roberto Blanco, Reality-TV-Teilnehmerin (Big Brother) |
| 11 1  | Angelina Heger          | Kandidatin bei Der Bachelor                                                       |

### Staffel 10
Die Moderatoren Sonja Zietlow und Daniel Hartwich kündigten in der letzten Folge der neunten Staffel an, dass im Jahr 2016 eine weitere Staffel ausgestrahlt wird. Diese wurde vom 15. Januar 2016 bis zum 31. Januar 2016 gesendet. Als Gewinnerin des Ablegers Ich bin ein Star – Lasst mich wieder rein! qualifizierte sich Brigitte Nielsen als erste Teilnehmerin der zehnten Staffel.
Erstmals traten im Jahr 2016 zwölf statt zuletzt elf Kandidaten gegeneinander an. In den ersten Tagen wurden die Kandidaten in zwei Teilcamps untergebracht und die Dschungelprüfungen wurden als ein Duell zwischen je einem Teilnehmer der beiden Teams durchgeführt. Wer am Ende der Prüfung die meisten Sterne erspielte, bekam für jeden gesammelten Stern eine Essensration für sein Team. Das Team des Verlierers bekam nur Reis und Bohnen zu essen.
Der Titelsong der zehnten Staffel war Hey Everybody! der australischen Band 5 Seconds of Summer.
Am 30. Januar 2016 wurde Menderes Bağcı zum Dschungelkönig gewählt.
| Platz | Teilnehmer       | Bekannt als                                                    | Auszug am  |
| ----- | ---------------- | -------------------------------------------------------------- | ---------- |
| 01    | Menderes Bağcı   | Dauerkandidat bei Deutschland sucht den Superstar              | 30. Januar |
| 02    | Sophia Vegas     | Erotik-Model, Ehefrau des Bordellbetreibers Bert Wollersheim   | 30. Januar |
| 03    | Thorsten Legat   | Fußballtrainer und ehemaliger Profispieler                     | 30. Januar |
| 04    | Helena Fürst     | Doku-Soap-Darstellerin                                         | 29. Januar |
| 05    | Jürgen Milski    | Moderator, Schlagersänger, Reality-TV-Teilnehmer (Big Brother) | 28. Januar |
| 06    | Brigitte Nielsen | Schauspielerin, Model, Dschungelkönigin der 6. Staffel         | 27. Januar |
| 07    | Nathalie Volk    | Kandidatin bei Germany’s Next Topmodel                         | 26. Januar |
| 08    | Ricky Harris     | Moderator der Talkshow Ricky!                                  | 24. Januar |
| 09    | Jenny Elvers     | Schauspielerin, Moderatorin, Gewinnerin von Promi Big Brother  | 23. Januar |
| 10    | David Ortega     | Model, Schauspieler, Moderator                                 | 22. Januar |
| 11 1  | Rolf Zacher †    | Schauspieler                                                   | 22. Januar |
| 12 2  | Gunter Gabriel † | Country- und Schlagersänger                                    | 19. Januar |

### Staffel 11
Während der letzten Dschungelprüfung von Menderes Bağcı wurde von den Moderatoren eine elfte Staffel für Anfang 2017 angekündigt. Diese wurde vom 13. Januar 2017 bis zum 29. Januar 2017 ausgestrahlt. Am 28. Januar 2017 wurde Marc Terenzi zum Dschungelkönig gewählt.
| Platz | Teilnehmer                 | Bekannt als                                                                            | Auszug am  |
| ----- | -------------------------- | -------------------------------------------------------------------------------------- | ---------- |
| 1     | Marc Terenzi               | US-amerikanischer Popsänger, ehemaliges Mitglied der Boygroup Natural                  | 29. Januar |
| 2     | Hanka Rackwitz             | Reality-TV-Teilnehmerin (Big Brother), Doku-Soap-Darstellerin (mieten, kaufen, wohnen) | 29. Januar |
| 3     | Florian Wess               | It-Boy, Model, Reality-TV-Teilnehmer                                                   | 29. Januar |
| 4     | Thomas Häßler              | Profifußballtrainer und ehemaliger Fußballspieler                                      | 28. Januar |
| 5     | Kader Loth                 | Reality-TV-Teilnehmerin (u. a. Big Brother, Die Alm), Moderatorin                      | 27. Januar |
| 6     | Jens Büchner †             | Reality-TV-Teilnehmer (Goodbye Deutschland! Die Auswanderer)                           | 26. Januar |
| 7     | Alexander „Honey“ Keen     | Ex-Freund der Germany’s-Next-Topmodel-Gewinnerin Kim Hnizdo                            | 25. Januar |
| 8     | Gina-Lisa Lohfink          | Model, Kandidatin bei Germany’s Next Topmodel                                          | 24. Januar |
| 9     | Nicole Mieth               | Schauspielerin                                                                         | 23. Januar |
| 10    | Markus Majowski            | Schauspieler und Komiker                                                               | 22. Januar |
| 11    | Sarah Joelle Jahnel        | Kandidatin bei Deutschland sucht den Superstar, Erotik-Model                           | 21. Januar |
| 12    | Franziska „Fräulein Menke“ | Sängerin                                                                               | 20. Januar |

### Staffel 12
Im Januar 2017 sagte Markus Küttner, RTL-Bereichsleiter für Real Life & Comedy, dass das Dschungelcamp noch mindestens drei weitere Jahre produziert werden solle. In der Sendung Ich bin ein Star – Holt mich hier raus! Das Nachspiel vom 11. Februar 2017 bestätigten die Moderatoren, dass 2018 eine neue Staffel produziert werden soll. Ihre Erstausstrahlung erfolgte am 19. Januar 2018. Am 4. Februar 2018 wurde Jenny Frankhauser zur Dschungelkönigin gewählt.
| Platz | Teilnehmer            | Bekannt als | Auszug am  |
| ----- | --------------------- | --- | ---------- |
| 01    | Jenny Frankhauser     | Reality-TV-Teilnehmerin, Sängerin, Halbschwester von Daniela Katzenberger                                                 | 4. Februar |
| 02    | Daniele Negroni       | Kandidat bei Deutschland sucht den Superstar, Popsänger                                                                   | 4. Februar |
| 03    | Tina York             | Schlagersängerin | 4. Februar |
| 04    | David Friedrich       | Gewinner von Die Bachelorette, Schlagzeuger der Band Electric Callboy                                                     | 3. Februar |
| 05    | Matthias Mangiapane   | Reality-TV-Teilnehmer (Hot oder Schrott – Die Allestester, Ab ins Beet!, Das Sommerhaus der Stars – Kampf der Promipaare) | 2. Februar |
| 06    | Kattia Vides          | Kandidatin bei Der Bachelor                                                                                               | 1. Februar |
| 07    | Natascha Ochsenknecht | ehemaliges Model, Ex-Schauspielergattin, Designerin, Teilnehmerin bei Promi Big Brother                                   | 31. Januar |
| 08    | Tatjana Gsell         | Reality-TV-Teilnehmerin                                                                                                   | 30. Januar |
| 019 1 | Ansgar Brinkmann      | ehemaliger Fußballprofi                                                                                                   | 29. Januar |
| 10    | Sydney Youngblood     | US-amerikanischer Soul-Sänger                                                                                             | 27. Januar |
| 11    | Sandra Steffl         | Schauspielerin, Sängerin, Moderatorin                                                                                     | 26. Januar |
| 112 1 | Giuliana Farfalla     | Transgender-Model, Kandidatin bei Germany’s-Next-Topmodel                                                                 | 24. Januar |

### Staffel 13
In einem Interview mit dem Medienmagazin DWDL.de im Februar 2018 sagte Markus Küttner, RTL-Bereichsleiter für Real Life & Comedy, dass das Dschungelcamp auch im Jahr 2019 produziert werden soll. 2019 strahlte RTL samstags und sonntags im Anschluss an die Hauptsendung erstmals die Aftershow Die Stunde danach aus, in der die Geschehnisse aus dem Camp diskutiert wurden. Zuvor lief das Format ausschließlich bei RTLup.
Am 18. Januar trat Gisele Oppermann zum neunten Mal hintereinander zu einer Dschungelprüfung an und brach damit den Rekord von Larissa Marolt aus der achten Staffel.
Am 24. Januar ereignete sich ein Novum in der Serie: Am 14. Tag musste erstmals ungeplant keiner der Teilnehmer das Dschungelcamp verlassen. Ursache war eine technische Panne bei der Auswertung der Voting-Ergebnisse. Dies führte dazu, dass am Folgetag erstmals drei Teilnehmer an einem Tag gehen mussten. Zu Beginn der Sendung wurde im Camp der Teilnehmer bekanntgegeben, der am Vortag hätte gehen müssen, am Ende der Sendung wurden die geplanten zwei anderen Teilnehmer aus dem Camp geholt.
Am 27. Januar 2019 wurde Evelyn Burdecki zur Dschungelkönigin gewählt.
| Platz | Teilnehmer         | Bekannt als                                                                                                   | Auszug am  |
| ----- | ------------------ | --- | ---------- |
| 01    | Evelyn Burdecki    | Reality-TV-Teilnehmerin (Promi Big Brother, Der Bachelor, Bachelor in Paradise)                               | 27. Januar |
| 02    | Felix van Deventer | Darsteller bei Gute Zeiten, schlechte Zeiten                                                                  | 27. Januar |
| 03    | Peter Orloff       | Schlagersänger                                                                                                | 27. Januar |
| 04    | Sandra Kiriasis    | Bob-Olympiasiegerin 2006                                                                                      | 26. Januar |
| 05    | Bastian Yotta      | Reality-TV-Teilnehmer (Adam sucht Eva – Promis im Paradies, Die Yottas! Mit Vollgas durch Amerika)            | 26. Januar |
| 06    | Chris Töpperwien   | Reality-TV-Teilnehmer (Goodbye Deutschland! Die Auswanderer, Das Sommerhaus der Stars – Kampf der Promipaare) | 26. Januar |
| 07    | Doreen Dietel      | Schauspielerin (Dahoam is Dahoam, Der Bergpfarrer)                                                            | 24. Januar |
| 08    | Leila Lowfire      | Podcasterin, Schauspielerin, Model                                                                            | 23. Januar |
| 09    | Gisele Oppermann   | Kandidatin bei Germany’s Next Topmodel                                                                        | 22. Januar |
| 10    | Tommi Piper        | Synchronsprecher (Alf), Schauspieler, Sänger                                                                  | 21. Januar |
| 11    | Sibylle Rauch      | Ehemalige Erotik- und Pornodarstellerin, Schauspielerin (Eis am Stiel)                                        | 20. Januar |
| 12    | Domenico de Cicco  | Reality-TV-Teilnehmer (Die Bachelorette, Bachelor in Paradise)                                                | 19. Januar |

### Staffel 14
| Platz | Teilnehmer         | Bekannt als | Auszug am  |
| ----- | ------------------ | --- | ---------- |
| 01    | Prince Damien      | Gewinner von Deutschland sucht den Superstar                                                                                            | 26. Januar |
| 02    | Sven Ottke         | Profiboxer und Weltmeister | 26. Januar |
| 03    | Daniela Büchner    | Reality-TV-Teilnehmerin (Goodbye Deutschland! Die Auswanderer, Das Sommerhaus der Stars – Kampf der Promipaare), Witwe von Jens Büchner | 26. Januar |
| 04    | Markus Reinecke    | Trödel- und Antiquitätenhändler bei Die Superhändler – 4 Räume, 1 Deal, Sachverständiger für Trödel                                     | 25. Januar |
| 05    | Raúl Richter       | Schauspieler, Synchronsprecher, Moderator                                                                                               | 25. Januar |
| 06    | Elena Miras        | Reality-TV-Teilnehmerin (Love Island, Das Sommerhaus der Stars – Kampf der Promipaare)                                                  | 24. Januar |
| 07    | Claudia Norberg    | Ex-Ehefrau von Michael Wendler | 23. Januar |
| 08    | Anastasiya Avilova | Playmate, Reality-TV-Teilnehmerin (Temptation Island – Versuchung im Paradies, Catch the Millionaire)                                   | 22. Januar |
| 019 1 | Sonja Kirchberger  | Schauspielerin, Synchronsprecherin | 21. Januar |
| 10    | Toni Trips         | Kandidatin bei Deutschland sucht den Superstar                                                                                          | 19. Januar |
| 11    | Marco Cerullo      | Reality-TV-Teilnehmer (Die Bachelorette, Bachelor in Paradise), Laiendarsteller bei Krass Schule – Die jungen Lehrer                    | 18. Januar |
| 212 2 | Günther Krause     | Parlamentarischer Staatssekretär beim Ministerpräsidenten der DDR, Bundesminister für besondere Aufgaben und Bundesminister für Verkehr | 11. Januar |

### Staffel 15
Die 15. Staffel wurde zwischen dem 21. Januar und dem 5. Februar 2022 erstmals aus Südafrika ausgestrahlt.
Als zwölfter Kandidat sollte Lucas Cordalis an der 15. Staffel teilnehmen. Aufgrund eines positiven Corona-Tests konnte er nicht zum Start der Staffel in das Camp einziehen. Wenige Tage später gaben die Moderatoren Sonja Zietlow und Daniel Hartwich bekannt, dass Cordalis nicht mehr nachrücken werde. Am 6. Februar 2022 wurde Filip Pavlović zum Dschungelkönig gewählt.
| Platz | Teilnehmer        | Bekannt als | Auszug am  |
| ----- | ----------------- | --- | ---------- |
| 01    | Filip Pavlović    | Reality-TV-Teilnehmer (Die Bachelorette, Bachelor in Paradise, Gewinner von Like Me – I’m Famous, Ich bin ein Star – Die große Dschungelshow)                      | 6. Februar |
| 02    | Eric Stehfest     | Schauspieler, Darsteller bei Gute Zeiten, schlechte Zeiten, Autor                                                                                                  | 6. Februar |
| 03    | Manuel Flickinger | Kandidat bei Prince Charming | 6. Februar |
| 04    | Harald Glööckler  | Modedesigner, Unternehmer | 5. Februar |
| 05    | Peter Althof      | Promi-Bodyguard, Kickbox-Europameister, Schauspieler | 5. Februar |
| 06    | Anouschka Renzi   | Schauspielerin | 4. Februar |
| 07    | Linda Nobat       | Kandidatin bei Der Bachelor | 2. Februar |
| 08    | Tina Ruland       | Schauspielerin (Manta Manta) | 1. Februar |
| 09    | Jasmin Herren     | Schlagersängerin, Reality-TV-Teilnehmerin (Der Container Exklusiv, Das Sommerhaus der Stars – Kampf der Promipaare, Temptation Island VIP), Witwe von Willi Herren | 30. Januar |
| 10    | Tara Tabitha      | Influencerin, Model, Reality-TV-Teilnehmerin (Ex on the Beach, Saturday Night Fever – So feiert Österreichs Jugend)                                                | 29. Januar |
| 211 1 | Janina Youssefian | Erotikmodel, Affäre von Dieter Bohlen, Reality-TV-Teilnehmerin (Promi Big Brother, Adam sucht Eva – Promis im Paradies)                                            | 24. Januar |

### Staffel 16
Im Februar 2022 gab Unterhaltungschef Markus Küttner bekannt, dass für 2023 eine 16. Staffel wieder in Australien geplant sei. Am 8. Februar 2022 gab Moderator Daniel Hartwich bekannt, dass er aus familiären Gründen die Moderation der Sendung abgeben werde. Im Juli 2022 wurde bekannt gegeben, dass Jan Köppen sein Nachfolger ist. Im August 2022 gab RTL bekannt, dass die 16. Staffel wieder in Australien stattfinden wird. Der Beginn der Staffel war am 13. Januar 2023.
Am 12. Januar 2023 folgte die Bestätigung der Teilnahme von Djamila Rowe, welche neben Melody Haase als Ersatzkandidatin mitgereist ist. Rowe ersetzte den ursprünglich angekündigten Martin Semmelrogge, welcher aufgrund von Problemen mit dem Visum nicht einreisen konnte.
Am 30. Januar 2023 wurde Djamila Rowe zur Dschungelkönigin gewählt.
| Platz | Teilnehmer           | Bekannt als | Auszug am  |
| ----- | -------------------- | --- | ---------- |
| 01    | Djamila Rowe         | Reality-TV-Teilnehmerin (Die Alm, Adam sucht Eva – Promis im Paradies, Ich bin ein Star – Die große Dschungelshow)                                                                                          | 30. Januar |
| 02    | Luigi „Gigi“ Birofio | Reality-TV-Teilnehmer (Ex on the Beach, Prominent getrennt – Die Villa der Verflossenen, Temptation Island VIP)                                                                                             | 30. Januar |
| 03    | Lucas Cordalis       | Sänger, Musikproduzent, Sohn von Costa Cordalis (Dschungelkönig der 1. Staffel), Ehemann von Daniela Katzenberger                                                                                           | 30. Januar |
| 04    | Jolina Mennen        | Influencerin, Webvideoproduzentin | 29. Januar |
| 05    | Cosimo Citiolo       | Sänger, Mehrmaliger Kandidat bei Deutschland sucht den Superstar, Reality-TV-Teilnehmer (Big Brother, Kampf der Realitystars – Schiffbruch am Traumstrand, Das Sommerhaus der Stars – Kampf der Promipaare) | 29. Januar |
| 06    | Papis Loveday        | Model, Reality-TV-Teilnehmer (Promi Big Brother), Laufsteg-Trainer bei Germany’s Next Topmodel (2018) | 28. Januar |
| 07    | Claudia Effenberg    | Spielerfrau, Model, Designerin, Reality-TV-Teilnehmerin (Promi Big Brother) | 27. Januar |
| 208 1 | Cecilia Asoro        | Kandidatin bei Der Bachelor, Reality-TV-Teilnehmerin (Prominent getrennt – Die Villa der Verflossenen, Are You The One? – Realitystars in Love), Gewinnerin von Beauty & The Nerd                           | 26. Januar |
| 09    | Jana Pallaske        | Schauspielerin, Kandidatin bei Let’s Dance, Reality-TV-Teilnehmerin (Das Sommerhaus der Stars – Kampf der Promipaare)                                                                                       | 25. Januar |
| 10    | Tessa Bergmeier      | Model, Kandidatin bei Germany's Next Topmodel, Reality-TV-Teilnehmerin (Die Alm, Kampf der Realitystars – Schiffbruch am Traumstrand)                                                                       | 23. Januar |
| 11    | Markus Mörl          | Sänger, Reality-TV-Teilnehmer (Das Sommerhaus der Stars – Kampf der Promipaare) | 22. Januar |
| 12    | Verena Kerth         | Ex-Spielerfrau, Fernseh- und Radiomoderatorin | 21. Januar |

### Staffel 17
Während der Finalsendung von Staffel 16 gab Moderatorin Sonja Zietlow bekannt, dass es 2024 anlässlich des 20-jährigen Jubiläums eine 17. Staffel geben soll. Diese wurde vom 19. Januar bis zum 4. Februar 2024 ausgestrahlt.
Am 5. Dezember 2023 wurde Heinz Hoenig als Teilnehmer bestätigt; eine Woche später Cora Schumacher. Am 29. Dezember 2023 wurden von RTL alle Kandidaten der 17. Staffel veröffentlicht.
| Platz | Teilnehmer           | Bekannt als | Auszug am     |
| ----- | -------------------- | --- | ------------- |
| 01    | Lucy Diakovska       | Sängerin, Bandmitglied der No Angels, Reality-TV-Teilnehmerin (Promi Big Brother) | 4. Februar    |
| 402 4 | Leyla Lahouar        | Reality-TV-Teilnehmerin (Ex on the Beach, Der Bachelor, Bachelor in Paradise) | 4. Februar    |
| 03    | Tim Kampmann         | Influencer und Sänger (als Twenty4tim) | 4. Februar    |
| 04    | Fabio Knez           | Reality-TV-Teilnehmer (Make Love, Fake Love, Are You the One?) | 3. Februar    |
| 05    | Mike Heiter          | Reality-TV-Teilnehmer (Love Island, Das Sommerhaus der Stars, Ich bin ein Star – Die große Dschungelshow, Kampf der Realitystars, Are You the One?)                                     | 3. Februar    |
| 306 3 | Kim Virginia Hartung | Reality-TV-Teilnehmerin (Der Bachelor, Temptation Island, Bachelor in Paradise, Are You the One?)                                                                                       | 1. Februar    |
| 07    | Felix von Jascheroff | Darsteller bei Gute Zeiten, schlechte Zeiten | 31. Januar    |
| 208 2 | Heinz Hoenig         | Schauspieler (Das Boot, Der König von St. Pauli, 7 Zwerge – Männer allein im Wald) | 330. Januar 3 |
| 09    | David Odonkor        | Fußball-Nationalspieler, Gewinner von Promi Big Brother | 29. Januar    |
| 10    | Anya Elsner          | Kandidatin bei Germany’s Next Topmodel | 28. Januar    |
| 11    | Sarah Kern           | Modedesignerin, Reality-TV-Teilnehmerin (Promi Big Brother) | 27. Januar    |
| 112 1 | Cora Schumacher      | Ex-Frau von Ralf Schumacher, ehemalige Rennfahrerin und Erotikmodel, Kandidatin bei Let’s Dance, Reality-TV-Teilnehmerin (Club der guten Laune, Promi Big Brother, Coras House of Love) | 21. Januar    |

### Staffel 18
Während der Finalsendung von Staffel 17 gab Moderatorin Sonja Zietlow bekannt, dass es 2025 eine 18. Staffel geben soll. Am 18. Dezember 2024 wurden Maurice Dziwak und Lilly Becker als Teilnehmer bestätigt. Die restlichen Kandidaten wurden am 3. Januar 2025 veröffentlicht.
| Platz | Teilnehmer             | Bekannt als | Auszug am   |
| ----- | ---------------------- | --- | ----------- |
| 1     | Lilly Becker           | Niederländisches Model, Exfrau von Boris Becker, Teilnehmerin bei Let’s Dance und Schlag den Star, Reality-TV-Teilnehmerin (Global Gladiators) | 09. Februar |
| 2     | Pierre Sanoussi-Bliss  | Schauspieler (u. a. Der Alte), Filmregisseur, Drehbuchautor | 09. Februar |
| 3     | Alessia Herren         | Tochter von Willi Herren, Reality-TV-Teilnehmerin (Ab ins Kloster!, Promi Big Brother, Kampf der Realitystars, Das Sommerhaus der Stars) | 09. Februar |
| 4     | Timur Ülker            | Schauspieler (u. a. Gute Zeiten, schlechte Zeiten), Teilnehmer bei Let’s Dance, Reality-TV-Teilnehmer (Adam sucht Eva) | 08. Februar |
| 5 1   | Edith Stehfest         | Sängerin, Ehefrau von Eric Stehfest, Reality-TV-Teilnehmerin (Das Sommerhaus der Stars) | 08. Februar |
| 6     | Maurice Dziwak         | Reality-TV-Teilnehmer (Love Island, Are You the One?, Das Sommerhaus der Stars, Kampf der Realitystars) | 07. Februar |
| 7     | Anna-Carina Woitschack | Schlagersängerin, Kandidatin bei Deutschland sucht den Superstar; Gewinnerin von Die Verräter | 06. Februar |
| 8     | Jörg Dahlmann          | Fußballkommentator, Reality-TV-Teilnehmer (Promi Big Brother) | 05. Februar |
| 9     | Sam Dylan              | Reality-TV-Teilnehmer (Prince Charming, Kampf der Realitystars, Promiboxen, Ich bin ein Star – Die große Dschungelshow, Promi Big Brother, Forsthaus Rampensau Germany, The 50; Gewinner von Das Sommerhaus der Stars, Das große Promi-Büßen), Teilnehmer am RTL Turmspringen | 04. Februar |
| 10    | Nina Bott              | Schauspielerin (u. a. Gute Zeiten, schlechte Zeiten und Alles was zählt), Fernsehmoderatorin | 02. Februar |
| 11    | Yeliz Koç              | Reality-TV-Teilnehmerin (Der Bachelor, Bachelor in Paradise, Das Sommerhaus der Stars, Kampf der Realitystars, Love Island VIP; Gewinnerin von Promi Big Brother; Protagonistin bei Make Love, Fake Love)                                                                     | 01. Februar |
| 12    | Jürgen Hingsen         | ehemaliger Zehnkämpfer, Teilnehmer bei Let’s Dance | 31. Januar  |

## Ableger

### Übersicht
Bislang wurden drei Ableger des Formats produziert.
| Staffel | Titel                                              | Moderatoren   | Moderatoren     | Beginn        | Ende          | Tage | Teil- nehmer | Sieger           | Zweitplatzierter | Drittplatzierter |
| ------- | -------------------------------------------------- | ------------- | --------------- | ------------- | ------------- | ---- | ------------ | ---------------- | ---------------- | ---------------- |
| 1       | Ich bin ein Star – Lasst mich wieder rein!         | Sonja Zietlow | Daniel Hartwich | 31. Juli 2015 | 8. Aug. 2015  | 9    | 27           | Brigitte Nielsen | Joey Heindle     | Michael Wendler  |
| 2       | Ich bin ein Star – Die große Dschungelshow         | Sonja Zietlow | Daniel Hartwich | 15. Jan. 2021 | 29. Jan. 2021 | 15   | 12           | Filip Pavlović   | Djamila Rowe     | Mike Heiter      |
| 3       | Ich bin ein Star – Showdown der Dschungel-Legenden | Sonja Zietlow | Jan Köppen      | 16. Aug. 2024 | 1. Sep. 2024  | 17   | 13           | Georgina Fleur   | Kader Loth       | Gigi Birofio     |

### Ich bin ein Star – Lasst mich wieder rein! (2015)
In diesem Ableger im Sommer 2015 wurde aus 27 Kandidaten der erste Bewohner für die Jubiläums-Staffel – Staffel 10 – ermittelt. Gewinnerin der Sendung wurde nach zwei Abstimmungsrunden Brigitte Nielsen.
| Platz | Kandidat          | Bekannt als               | Staffel  |
| ----- | ----------------- | ------------------------- | -------- |
| 1     | Brigitte Nielsen  | Schauspielerin, Model     | 6 (2012) |
| 2     | Joey Heindle      | Sänger                    | 7 (2013) |
| 3     | Michael Wendler   | Schlagersänger            | 8 (2014) |
| 4     | Willi Herren      | Entertainer, Schauspieler | 2 (2004) |
| 5     | Sarah Knappik     | Model                     | 5 (2011) |
| 6     | Walter Freiwald   | Moderator                 | 9 (2015) |
| 7     | Costa Cordalis    | Schlagersänger            | 1 (2004) |
| 8     | Ingrid van Bergen | Schauspielerin            | 4 (2009) |
| 9     | Barbara Engel     | Modedesignerin            | 3 (2008) |

### Ich bin ein Star– Die große Dschungelshow (2021)
Aufgrund der COVID-19-Pandemie sollte die 15. Staffel nicht in Australien, sondern in Wales, in der Burg Gwrych Castle, stattfinden. Am 1. Dezember 2020 wurde bekannt, dass ab dem 15. Januar 2021 ein Ableger unter dem Namen Ich bin ein Star – Die große Dschungelshow stattfinden soll. In 15 Live-Folgen wurde unter den Teilnehmern der erste Kandidat für Staffel 15 (2022) ermittelt. Zudem wurde mit ehemaligen Campern auf die vergangenen 14 Staffeln zurückgeblickt. Produziert wurde in den EMG-Studios in Hürth-Efferen. Gewinner der Sendung wurde Filip Pavlović.
| Platz | Teilnehmer                   | Bekannt als | Einzug Tiny House am | Auszug Tiny House am |
| ----- | ---------------------------- | --- | -------------------- | -------------------- |
| 1     | Filip Pavlović               | Reality-TV-Teilnehmer (Die Bachelorette, Bachelor in Paradise, Gewinner von Like Me – I’m Famous)                                                                                  | 23. Januar           | 26. Januar           |
| 2     | Djamila Rowe                 | Reality-TV-Teilnehmerin (Die Alm, Big Brother, Adam sucht Eva – Promis im Paradies)                                                                                                | 23. Januar           | 26. Januar           |
| 3     | Mike Heiter                  | Reality-TV-Teilnehmer (Love Island, Get the F*ck out of my House, Das Sommerhaus der Stars – Kampf der Promipaare), Moderator von Just Tattoo of Us                                | 14. Januar           | 17. Januar           |
| 4     | Lars Tönsfeuerborn           | Podcaster, Reality-TV-Gewinner (Prince Charming) | 17. Januar           | 20. Januar           |
| 5     | Christina Dimitriou          | Reality-TV-Teilnehmerin (Temptation Island – Versuchung im Paradies, Ex on the Beach, CoupleChallenge – Das stärkste Team gewinnt)                                                 | 20. Januar           | 23. Januar           |
| 5     | Sam Dylan                    | Reality-TV-Teilnehmer (Prince Charming, Kampf der Realitystars – Schiffbruch am Traumstrand)                                                                                       | 20. Januar           | 23. Januar           |
| 5     | Lydia Kelovitz               | Kandidatin bei Deutschland sucht den Superstar | 17. Januar           | 20. Januar           |
| 5     | Zoe Saip                     | Kandidatin bei Germany's Next Topmodel, Reality-TV-Teilnehmerin (Kampf der Realitystars – Schiffbruch am Traumstrand)                                                              | 14. Januar           | 17. Januar           |
| 9     | Xenia Prinzessin von Sachsen | Sängerin, Schauspielerin, Reality-TV-Teilnehmerin (Das Sommerhaus der Stars – Kampf der Promipaare, CoupleChallenge – Das stärkste Team gewinnt), Kandidatin bei Deutschland tanzt | 23. Januar           | 26. Januar           |
| 9     | Oliver Sanne                 | Mister Germany 2014, Protagonist bei Der Bachelor, Reality-TV-Teilnehmer (Bachelor in Paradise, Kampf der Realitystars – Schiffbruch am Traumstrand)                               | 20. Januar           | 23. Januar           |
| 9     | Bea Fiedler                  | Schauspielerin (Eis am Stiel), Fotomodel, Playmate | 17. Januar           | 20. Januar           |
| 9     | Frank Fussbroich             | Doku-Soap-Darsteller (Die Fussbroichs), Reality-TV-Teilnehmer (Das Sommerhaus der Stars – Kampf der Promipaare, Big Brother)                                                       | 14. Januar           | 17. Januar           |

### Ich bin ein Star – Showdown der Dschungel-Legenden (2024)
Anlässlich des 20-jährigen Jubiläums der Sendung wurde am Ende der 17. Staffel eine All-Star-Staffel verkündet. Im Rahmen dieser Spezialausgabe zogen ehemalige Teilnehmer erneut in das Dschungelcamp ein. Die Sendung wurde im Mai 2024 in Südafrika gedreht, wo auch bereits die 15. Staffel stattgefunden hat.
Dschungelkönigin der Legenden und Gewinnerin von 100.000 Euro wurde Georgina Fleur.
| Platz | Teilnehmer         | Bekanntheit | Teilnehmer in Staffel       | Auszug in Folge |
| ----- | ------------------ | --- | --------------------------- | --------------- |
| 01    | Georgina Fleur     | Reality-TV-Teilnehmerin u. a. bei Der Bachelor, Promi Big Brother, Kampf der Realitystars, Das Sommerhaus der Stars und The 50 | Staffel 7 (2013, Platz 6)   | Finale          |
| 02    | Kader Loth         | Reality-TV-Teilnehmerin u. a. bei Big Brother, Die Alm (Gewinnerin), Die Burg, Wild Girls – Auf High Heels durch Afrika, Kampf der Realitystars, Das Sommerhaus der Stars und Temptation Island VIP                                   | Staffel 11 (2017, Platz 5)  | Finale          |
| 03    | Gigi Birofio       | Reality-TV-Teilnehmer u. a. bei Ex on the Beach, Kampf der Realitystars, Prominent getrennt – Die Villa der Verflossenen, Temptation Island VIP, RTL Turmspringen, Fame Fighting und Das Sommerhaus der Stars                         | Staffel 16 (2023, Platz 2)  | Finale          |
| 04    | Mola Adebisi       | ehemaliger VIVA-Moderator, Reality-TV-Teilnehmer bei Das Sommerhaus der Stars | Staffel 8 (2014, Platz 8)   | Finale          |
| 04    | Sarah Knappik      | Reality-TV-Teilnehmerin u. a. bei Germany’s Next Topmodel, Wild Girls – Auf High Heels durch Afrika, Promi Big Brother, Like Me – I’m Famous und Kampf der Realitystars                                                               | Staffel 5 (2011, Platz 8)   | Finale          |
| 06    | Daniela Büchner    | ehemalige Darstellerin bei Goodbye Deutschland! Die Auswanderer, Reality-TV-Teilnehmerin u. a. bei Das Sommerhaus der Stars, Promi Big Brother, Das große Promi-Büßen, The 50 und Reality Queens – Auf High Heels durch den Dschungel | Staffel 14 (2020, Platz 3)  | Folge 16        |
| 07    | Elena Miras 1      | Reality-TV-Teilnehmerin u. a. bei Love Island (Gewinnerin), Promis unter Palmen, RTL Wasserspiele, Das große Promi-Büßen, Das Sommerhaus der Stars (Gewinnerin) und Kampf der Realitystars (Gewinnerin)                               | Staffel 14 (2020, Platz 6)  | Folge 14        |
| 08    | Eric Stehfest      | Schauspieler, Autor, ehemaliger Darsteller bei Gute Zeiten, schlechte Zeiten, Reality-TV-Teilnehmer u. a. bei Let’s Dance und Das Sommerhaus der Stars                                                                                | Staffel 15 (2022, Platz 2)  | Folge 14        |
| 09    | Thorsten Legat     | Fußballtrainer, ehemaliger Profispieler und Reality-TV-Teilnehmer u. a. bei Das Sommerhaus der Stars, Schlag den Star, RTL Turmspringen und The 50                                                                                    | Staffel 10 (2016, Platz 3)  | Folge 13        |
| 10    | Giulia Siegel      | Schauspielerin, DJane, Reality-TV-Teilnehmerin u. a. bei Das Sommerhaus der Stars, Temptation Island VIP, Promis unter Palmen (Gewinnerin), Kampf der Realitystars und The 50                                                         | Staffel 4 (2009, Platz 5)   | Folge 11        |
| 11    | Winfried Glatzeder | Schauspieler | Staffel 8 (2014, Platz 5)   | Folge 8         |
| 12    | Hanka Rackwitz 2   | Reality-TV-Teilnehmerin u. a. bei Mieten, kaufen, wohnen und Big Brother | Staffel 11 (2017, Platz 2)  | Folge 7         |
| 13    | David Ortega       | ehemaliger Laiendarsteller bei Köln 50667, Reality-TV-Teilnehmer u. a. bei Big Brother und Deutschland sucht den Superstar | Staffel 10 (2016, Platz 10) | Folge 2         |

## Zusätzliche Sendungen

### Webformate
Während der Staffeln 2019 und 2020 wurde auf den Social-Media-Kanälen der Sendung täglich eine zweiminütige Zusammenfassung vom Vortag namens Dschungel to go veröffentlicht. Moderiert wurde diese 2019 von Lars Paulsen, 2020 von Eric Schroth.
Weiter wurde während der Staffeln 2020 und 2023 das Social-Media-Angebot mit einem täglichen Live-Stream Die 1/4 Stunde davor (seit 2024: Die halbe Stunde davor, 2025 nur freitags und samstags) ausgeweitet, in dem mit Gästen die jeweils anstehende Folge eingeleitet wurde. Moderiert wurde dieser von Eric Schroth (2020) und Cornelius Strittmatter (2020, seit 2023). Seither wird auch ein Podcast zur Sendung mit einer täglich neu erscheinenden Folge auf RTL+ veröffentlicht. Moderiert wurde dieser in der Staffel 2020 von Bella Lesnik und Sebastian Tews, in Staffel 2022 von Maribel de la Flor und Sebastian Klimpke bzw. Maurice Gajda, in Staffel 2023 von Julian F. M. Stoeckel und Inken Wriedt, in Staffel 2024 von Inken Wriedt. Während der Ableger-Staffel Showdown der Dschungel-Legenden moderierte Wriedt gemeinsam mit Maribel de la Flor. In Staffel 2025 führt de la Flor durch den Podcast.
Anstatt der Sendung Ich bin ein Star – Die Stunde danach – welche jeweils zu regulären Dschungelcamp-Staffeln lief – wurde 2021 nach der täglichen Sendung der großen Dschungelshow das Ich bin ein Star – Dschungelquiz bei RTL.de ausgestrahlt. Mit Gästen aus ehemaligen Staffeln wurden Fragen rund um das Dschungelcamp gestellt, welche die Gäste und Zuschauer versuchten zu lösen. Moderiert wurde die Sendung in der ersten Woche von Sebastian Klimpke und in der zweiten Woche von Maurice Gajda. Als Dauergast und Sidekick fungierte Julian F. M. Stoeckel.
Während der Staffel 2022 wurde mit der Webshow Beas Raucherpause täglich eine Zusammenfassung vom Vortag veröffentlicht, welche von Bea Fiedler moderiert wurde.

### Weitere TV-Formate
In den Staffeln 1 (11. März 2004) und 3 (2. Februar 2008) wurde nach der Sendung des Finales jeweils Ich bin ein Star – Holt mich hier raus! – Das große Wiedersehen ausgestrahlt mit allen Kandidaten als Gästen. Die Moderation des Wiedersehens in Staffel 1 übernahm das Moderatorenduo der Hauptsendung, in Staffel 3 fungierte Frauke Ludowig als Moderatorin. Seit Staffel 4 findet das Wiedersehen einen Tag nach dem Finale mit allen Kandidaten im Baumhaus statt. Die Moderation übernimmt seither erneut das Moderatorenduo der Hauptsendung. Zusätzlich wurde in Staffel 1 einen Tag nach dem Finale ein Best of mit den besten Szenen der Staffel ausgestrahlt.
Von Staffel 2 bis 4 sendete RTL samstags und sonntags jeweils am Nachmittag eine vierstündige Spezialsendung mit vielen Hintergrundinformationen, Tageszusammenfassungen und Filmen, die nicht in der Hauptshow liefen. Moderiert wurde Ich bin ein Star – Holt mich hier raus! – Spezial von Markus Lanz (Staffel 2), Leonard Diepenbrock (Staffel 3) und Daniel Hartwich (Staffel 4). Anstelle eines Wiedersehens wurde in Staffel 2 einen Tag nach dem Finale eine zusätzliche Sendung mit dem Titel Ich bin ein Star – Holt mich hier raus! Die große Abrechnung unter der Moderation von Markus Lanz ausgestrahlt.
2013 gab es neben der täglichen Fernsehsendung am Vorabend auf dem Schwestersender RTL Nitro erstmals ein Fernsehmagazin mit dem Titel Ich bin ein Star – Holt mich hier raus! Das Magazin, das von Sunny Bansemer moderiert wurde. In diesem wurden die Geschehnisse mit ehemaligen Camp-Bewohnern diskutiert sowie per Direktschaltung Neuigkeiten aus Australien vermeldet.
2014 und 2015 wurde zwei Wochen nach dem Wiedersehen eine zusätzliche Sendung mit dem Titel Ich bin ein Star – Holt mich hier raus! Welcome Home ausgestrahlt, welche von Frauke Ludowig moderiert wurde.
Seit 2017 wird zwei Wochen nach dem Wiedersehen eine zusätzliche Sendung mit dem Titel Ich bin ein Star – Holt mich hier raus! Das Nachspiel ausgestrahlt, welche ebenfalls vom Moderatorenduo der Hauptsendung moderiert wird.
Seit 2018 werden die Geschehnisse der Sendung anschließend in dem von Angela Finger-Erben moderierten Format Ich bin ein Star – Die Stunde danach besprochen. Seit 2022 fungiert neben Finger-Erben auch Olivia Jones als Moderatorin. Das Format wird im Hauptprogramm von RTL jeweils nach der regulären Folge live aus Köln ausgestrahlt. Während der Ableger-Staffel Showdown der Dschungel-Legenden trug das Format den Titel Die legendäre Stunde danach.
2019 und 2020 wurde nach der Ausstrahlung von Das Nachspiel jeweils eine Spezialfolge namens Ich bin ein Star – Das Phänomen gezeigt, dessen Inhalt ein Rückblick auf vergangene Staffeln sowie die Erfolgsgeschichte des Formats war.
2020 und 2023 wurde jeweils während der Staffel eine Spezialfolge namens Dr. Bob's Australien ausgestrahlt, wo ehemalige Camper gemeinsam mit dem Dschungel-Arzt Dr. Bob australische Traditionen, Besonderheiten, Highlights, Hintergrunde und kuriose Details entdecken.
2020 wurde online exklusiv auf RTL+ eine Spezialfolge namens Inside Versace – Das Dschungel-Hotel veröffentlicht.
2020 und 2022 wurde mit Ich bin ein Star – Die große Dschungelparty unter der Moderation von Die Stunde danach zur Staffel-Halbzeit eine Spezial-Show ausgestrahlt. Dabei wurde die erste Camp-Woche mit ehemaligen Campern und prominenten Gästen rückblickend analysiert und besprochen. 2023 und 2024 wurde anstelle der Dschungelparty am Abend des Finales die Spezial-Show Ich bin ein Star – Der Countdown zum Finale, ebenfalls unter der Moderation von Die Stunde danach, ausgestrahlt. Dabei wurden die letzten Camp-Tage vor dem Finale mit ehemaligen Dschungelkönigen rückblickend analysiert und besprochen. Als Sidekick fungierte Lutz van der Horst.
2022 wurde zusätzlich die Spezial-Show namens Das Klassentreffen der Dschungelstars – Jetzt wird ausgepackt! unter der Moderation von Olivia Jones ausgestrahlt. Dabei wurde mit ehemaligen Campern auf deren Teilnahme zurückgeblickt.
2023 wurde zusätzlich die Spezial-Show Sonja Zietlow & die Faszination Dschungelcamp ausgestrahlt. Moderatorin Sonja Zietlow gab exklusive Einblicke hinter die Kulissen und zeigte, was angehende Dschungel-Stars von der TV-Show lernen können.
2024 wurde zusätzlich die Spezial-Show Die gnadenlose Wochenbilanz unter der Moderation von Die Stunde danach ausgestrahlt. Dabei wurden mit ehemaligen Campern die Geschehnisse der ersten Camp-Woche besprochen und analysiert. Als Sidekick fungierte Lutz van der Horst.
2024 wurde zusätzliche die Spezial-Show Das Geheimnis der Dschungelkrone ausgestrahlt. Die ehemaligen Dschungelkönige Désirée Nick, Peer Kusmagk, Menderes Bağcı, Jenny Frankhauser, Evelyn Burdecki, Prince Damien, Filip Pavlović und Djamila Rowe trafen sich zu einem Wiedersehen und blickten auf ihre Highlights zurück.

## Mitwirkende

### Moderation

#### Staffelleiste der Mitwirkenden bei der Hauptsendung
| Staffel      | Moderator(en) | Moderator(en)   | Sidekicks              | Sidekicks      |
| ------------ | ------------- | --------------- | ---------------------- | -------------- |
| 1            | Sonja Zietlow | Dirk Bach       | Bob McCarron (Dr. Bob) |                |
| 2            | Sonja Zietlow | Dirk Bach       | Bob McCarron (Dr. Bob) |                |
| 3            | Sonja Zietlow | Dirk Bach       | Bob McCarron (Dr. Bob) |                |
| 4            | Sonja Zietlow | Dirk Bach       | Bob McCarron (Dr. Bob) |                |
| 5            | Sonja Zietlow | Dirk Bach       | Bob McCarron (Dr. Bob) |                |
| 6            | Sonja Zietlow | Dirk Bach       | Bob McCarron (Dr. Bob) |                |
| 7            | Sonja Zietlow | Daniel Hartwich | Bob McCarron (Dr. Bob) |                |
| 8            | Sonja Zietlow | Daniel Hartwich | Bob McCarron (Dr. Bob) |                |
| 9            | Sonja Zietlow | Daniel Hartwich | Bob McCarron (Dr. Bob) |                |
| Ableger 2015 | Sonja Zietlow | Daniel Hartwich | Bob McCarron (Dr. Bob) |                |
| 10           | Sonja Zietlow | Daniel Hartwich | Bob McCarron (Dr. Bob) |                |
| 11           | Sonja Zietlow | Daniel Hartwich | Bob McCarron (Dr. Bob) |                |
| 12           | Sonja Zietlow | Daniel Hartwich | Bob McCarron (Dr. Bob) |                |
| 13           | Sonja Zietlow | Daniel Hartwich | Bob McCarron (Dr. Bob) | Thorsten Legat |
| 14           | Sonja Zietlow | Daniel Hartwich | Bob McCarron (Dr. Bob) | Thorsten Legat |
| Ableger 2021 | Sonja Zietlow | Daniel Hartwich | Bob McCarron (Dr. Bob) | Thorsten Legat |
| 15           | Sonja Zietlow | Daniel Hartwich | Bob McCarron (Dr. Bob) |                |
| 16           | Sonja Zietlow | Jan Köppen      | Bob McCarron (Dr. Bob) | Marc Terenzi   |
| 17           | Sonja Zietlow | Jan Köppen      | Bob McCarron (Dr. Bob) |                |
| Ableger 2024 | Sonja Zietlow | Jan Köppen      | Bob McCarron (Dr. Bob) |                |
| 18           | Sonja Zietlow | Jan Köppen      | Bob McCarron (Dr. Bob) |                |

#### Staffelleiste der Mitwirkenden bei den zusätzlichen Sendungen im Web
| Staffel      | Moderator(en) der Web-Formate | Moderator(en) der Web-Formate | Moderator(en) der Web-Formate | Moderator(en) der Web-Formate |
| ------------ | ----------------------------- | ----------------------------- | ----------------------------- | ----------------------------- |
| 13           | Lars Paulsen                  |                               |                               |                               |
| 14           | Eric Schroth                  | Cornelius Strittmatter        | Bella Lesnik                  | Sebastian Tews                |
| Ableger 2021 | Sebastian Klimpke             | Maurice Gajda                 | Julian F. M. Stoeckel         | Julian F. M. Stoeckel         |
| 15           | Sebastian Klimpke             | Maurice Gajda                 | Maribel de la Flor            | Bea Fiedler                   |
| 16           | Cornelius Strittmatter        | Cornelius Strittmatter        | Julian F. M. Stoeckel         | Inken Wriedt                  |
| 17           | Cornelius Strittmatter        | Cornelius Strittmatter        |                               | Inken Wriedt                  |
| Ableger 2024 |                               |                               | Maribel de la Flor            | Inken Wriedt                  |
| 18           | Cornelius Strittmatter        | Cornelius Strittmatter        | Maribel de la Flor            |                               |

#### Staffelleiste der Mitwirkenden bei den zusätzlichen Sendungen im TV
| Staffel      | Moderator(en) der TV-Formate | Moderator(en) der TV-Formate | Moderator(en) der TV-Formate | Moderator(en) der TV-Formate | Moderator(en) der TV-Formate |
| ------------ | ---------------------------- | ---------------------------- | ---------------------------- | ---------------------------- | ---------------------------- |
| 1            | Sonja Zietlow                | Dirk Bach                    |                              |                              |                              |
| 2            | Markus Lanz                  | Markus Lanz                  | Markus Lanz                  |                              |                              |
| 3            | Frauke Ludowig               | Frauke Ludowig               | Leonard Diepenbrock          |                              |                              |
| 4            | Sonja Zietlow                | Dirk Bach                    | Daniel Hartwich              |                              |                              |
| 5            | Sonja Zietlow                | Dirk Bach                    |                              |                              |                              |
| 6            | Sonja Zietlow                | Dirk Bach                    |                              |                              |                              |
| 7            | Sonja Zietlow                | Daniel Hartwich              | Sunny Bansemer               |                              |                              |
| 8            | Sonja Zietlow                | Daniel Hartwich              | Frauke Ludowig               |                              |                              |
| 9            | Sonja Zietlow                | Daniel Hartwich              | Frauke Ludowig               |                              |                              |
| Ableger 2015 |                              |                              |                              |                              |                              |
| 10           | Sonja Zietlow                | Daniel Hartwich              |                              |                              |                              |
| 11           | Sonja Zietlow                | Daniel Hartwich              |                              |                              |                              |
| 12           | Sonja Zietlow                | Daniel Hartwich              | Angela Finger-Erben          |                              |                              |
| 13           | Sonja Zietlow                | Daniel Hartwich              | Angela Finger-Erben          |                              |                              |
| 14           | Sonja Zietlow                | Daniel Hartwich              | Angela Finger-Erben          |                              |                              |
| Ableger 2021 |                              |                              |                              |                              |                              |
| 15           | Sonja Zietlow                | Daniel Hartwich              | Angela Finger-Erben          | Olivia Jones                 |                              |
| 16           | Sonja Zietlow                | Jan Köppen                   | Angela Finger-Erben          | Olivia Jones                 | Lutz van der Horst           |
| 17           | Sonja Zietlow                | Jan Köppen                   | Angela Finger-Erben          | Olivia Jones                 | Lutz van der Horst           |
| Ableger 2024 |                              |                              | Angela Finger-Erben          | Olivia Jones                 |                              |
| 18           | Sonja Zietlow                | Jan Köppen                   | Angela Finger-Erben          | Olivia Jones                 |                              |

## Musik
Die seit Staffel 1 verwendete Titelmusik des Formats ist identisch mit der Titelmusik des britischen Vorbilds. Sie wurde von Grant Buckerfield komponiert und wurde 2004 als Bonus-Track auf Maxi-CDs mit Songs der Teilnehmer für den englischen und deutschen Markt veröffentlicht.
Zu den Staffeln 1–3 ist jeweils eine Maxi-CD erschienen, auf der einige Teilnehmer der jeweiligen Staffel zusammen ein Lied gesungen haben. Zu Staffel 2 erschien außerdem ein Album, auf dem die Teilnehmer zusätzlich jeweils ein Lied allein sangen. Bei den meisten Liedern handelte es sich um Coverversionen bekannter Hits mit neuem Text. Der Titelsong von Staffel 3 Dschungelwahnsinn von Achim Petry feat. Dschungel Allstars – eine Coverversion von Wolfgang Petrys Wahnsinn – war in der Show selbst nicht zu hören. Für die Staffeln 4 und 5 wurden Maxi-CDs der Zipfelbuben unter Mitwirkung einiger der Camp-Teilnehmer veröffentlicht. In Staffel 6 gab es mit Wildes Ding einen Song, der am Finaltag mit einem Auftritt in der Show gezeigt wurde. Seit Staffel 7 gibt es jeweils einen Titelsong, der regelmäßig in den Sendungen als Übergang zu den Werbepausen eingespielt wird.
Im Rahmen von Staffel 14 veröffentlichte RTL den von Thorsten Legat als „DJ Kafkasalla“ eingesungenen Titel „Ich spiel Klavier“.
- Staffel 1: Dschungel-Stars – Ich bin ein Star – Holt mich hier raus! (Maxi-CD)
- Staffel 2: Dschungel-Stars 2 – Die Lust am Überleben (Maxi-CD)
- Staffel 2: Dschungel-Stars 2 – Dschungelfieber (Album)
- Staffel 3: Dschungel-Stars 3 – Dschungelwahnsinn (Maxi-CD)
- Staffel 3: Dschungel-Stars 3 – Die Party (Sampler mit Party-Musik)
- Staffel 4: Dschungel-Stars 4 – Hier im Dschungel (Maxi-CD)
- Staffel 5: Dschungel-Stars 5 – Jetzt wird es heiß (Maxi-CD)
- Staffel 6: Culcha Candela – Wildes Ding (Titelsong)
- Staffel 7: Olly Murs feat. Flo Rida – Troublemaker (Titelsong)
- Staffel 8: Lily Allen – Hard out Here (Titelsong)
- Staffel 9: Charli XCX – Break the Rules (Titelsong)
- Ableger 2015: Sonic – I'm a Celebrity (Titelsong)
- Staffel 10: 5 Seconds of Summer – Hey Everybody! (Titelsong)
- Staffel 11: Fitz and the Tantrums – HandClap (Titelsong)
- Staffel 12: James Hype feat. Kelli-Leigh – More Than Friends (Titelsong)
- Staffel 13: Hugel feat. Amber Van Day – WTF (Titelsong)
- Staffel 14: Emily Roberts, Pyke & Muñoz, STENGAARD – In This Together (Titelsong)
- Ableger 2021: Miley Cyrus feat. Dua Lipa – Prisoner (Titelsong)
- Staffel 15: The Disco Boys – Around the World (Titelsong)
- Staffel 16: Alok & James Arthur – Work with My Love (Titelsong)
- Staffel 17: Alle Farben & Lewis Thompson feat. Mae Muller – Love Hurt Repeat (Titelsong)
- Ableger 2024: Ray Dalton – All We Got (Titelsong)
- Staffel 18: Kylie Minogue & YouNotUs – Someone for Me (Titelsong)

## Rezeption

### Einschaltquoten
| Staffel | Folgen  | Monat, Jahr     | Zuschauerzahl ab 3 Jahren | Marktanteil ab 3 Jahren | Zuschauerzahl 14- bis 49-Jährige | Marktanteil 14- bis 49-Jährige |
| ------- | ------- | --------------- | ------------------------- | ----------------------- | -------------------------------- | ------------------------------ |
| 1       | 1–12    | Jan. 2004       | 6,96 Mio.                 | —                       | —                                | 42,0 %                         |
| 2       | 13–27   | Okt., Nov. 2004 | 5,54 Mio.                 | 22,2 %                  | 3,36 Mio.                        | 29,6 %                         |
| 3       | 28–43   | Jan. 2008       | 4,86 Mio.                 | 21,0 %                  | 3,25 Mio.                        | 31,7 %                         |
| 4       | 44–59   | Jan. 2009       | 5,75 Mio.                 | —                       | —                                | –                              |
| 5       | 60–75   | Jan. 2011       | 7,40 Mio.                 | 29,4 %                  | —                                | 41,2 %                         |
| 6       | 76–91   | Jan. 2012       | 6,51 Mio.                 | 26,6 %                  | 3,91 Mio.                        | 37,1 %                         |
| 7       | 92–107  | Jan. 2013       | 7,26 Mio.                 | 29,2 %                  | 4,35 Mio.                        | 41,6 %                         |
| 8       | 108–123 | Jan., Feb. 2014 | 7,87 Mio.                 | 31,5 %                  | 4,64 Mio.                        | 44,8 %                         |
| 9       | 124–139 | Jan. 2015       | 6,62 Mio.                 | 27,8 %                  | 3,66 Mio.                        | 39,4 %                         |
| 10      | 140–155 | Jan. 2016       | 6,98 Mio.                 | 28,4 %                  | 3,96 Mio.                        | 40,7 %                         |
| 11      | 156–171 | Jan. 2017       | 6,52 Mio.                 | 27,7 %                  | 3,58 Mio.                        | 41,0 %                         |
| 12      | 172–187 | Jan., Feb. 2018 | 5,54 Mio.                 | 24,3 %                  | 3,00 Mio.                        | 37,8 %                         |
| 13      | 188–203 | Jan. 2019       | 5,24 Mio.                 | 24,0 %                  | 2,70 Mio.                        | 37,0 %                         |
| 14      | 204–219 | Jan. 2020       | 5,27 Mio.                 | 24,7 %                  | 2,55 Mio.                        | 37,9 %                         |
| 15      | 220–235 | Jan., Feb. 2022 | 4,30 Mio.                 | 19,9 %                  | 1,68 Mio.                        | 29,6 %                         |
| 16      | 236–252 | Jan. 2023       | 4,10 Mio.                 | 21,7 %                  | 1,60 Mio.                        | 33,7 %                         |
| 17      | 253–269 | Jan., Feb. 2024 | 4,55 Mio.                 | 23,1 %                  | 1,88 Mio.                        | 37,9 %                         |
| 18      | 270–286 | Jan., Feb. 2025 | 4,17 Mio.                 | 16,1 %                  | 1,73 Mio.                        | 30,4 %                         |

Die Sendung erzielt sehr hohe Einschaltquoten, das Finale im Jahr 2014 erreichte mit 8,68 Millionen Zuschauern den Quotenrekord. Entsprechend steigen die Werbebuchungen während der Sendung an, im Jahr 2016 setzte der Sender 36,1 Millionen Euro um.
Die Folgen der 18. Staffel wurden täglich um 20:15 Uhr ausgestrahlt (zuvor tägliche Ausstrahlung um 22:15 Uhr). Dadurch sind die Einschaltquoten nur noch bedingt miteinander vergleichbar.

### Kritik
Das Format wurde insbesondere während der ersten Staffel heftig kritisiert. Medienwissenschaftler, Vertreter von Politik und Kirche und andere Prominente sahen die Menschenwürde der Kandidaten verletzt (vgl. auch „Ekelfernsehen“). Die erste Staffel wurde von den Landesmedienanstalten der Kommission für Jugendmedienschutz (KJM) zur Prüfung vorgelegt. Diese befand die Sendung zwar nicht für jugendgefährdend, sah aber einen Verstoß gegen Jugendschutzbestimmungen, wenn zukünftige Sendungen noch härtere Dschungelprüfungen oder noch mehr Häme seitens der Moderatoren beinhalten würden. Auch der Bund gegen Missbrauch der Tiere protestierte gegen die Sendung, da Tiere unnötigerweise getötet oder in Stresssituationen versetzt würden. Die Tierschutzorganisation PETA kritisierte, dass eine Desensibilisierung der Zuschauer im Umgang mit Tieren provoziert würde. Zudem wurde kritisiert, dass das Produktionsgelände für unabhängige Beobachter nicht zugänglich war. Dem Fernsehzuschauer werde ein präpariertes Gelände als Dschungel vorgetäuscht. Der Psychiater Mario Gmür sagte in der FAZ, die Sendung künde von einer „regrediert-infantilen Verfassung“. Das Sadistische werde nicht mehr sozial geächtet und die Zuschauer wollten bei der Geburt und der Hinrichtung von Helden dabei sein. Der frühere FDP-Landtagsabgeordnete Dietrich von Gumppenberg erstattete gegen RTL Strafanzeige wegen Tatverdachts der vollendeten Körperverletzung und des strafbaren Verstoßes gegen das Tierschutzgesetz. Ebenso mieden potentielle Werbekunden wie IBM, Deutsche Bahn oder Wüstenrot trotz hoher Einschaltquoten das Format. „Was RTL macht, zielt nur noch auf den schlechten Geschmack. Das ist Trash und nicht mehr das Programm eines Marktführers“, sagte Christof Baron, Geschäftsführer der Media-Agentur Mindshare.
Nach dem Erfolg der ersten Staffel änderte sich die öffentliche Wahrnehmung an der Dschungelshow zunehmend. Ihr skurriler Spielinhalt und die Ironie, mit der die Teilnehmer und ihr jeweiliger Bekanntheitsgrad dargestellt werden, fanden nun zunehmend auch positive Kritik. So bezeichnete das Medienmagazin DWDL die Sendung als „wirklich gut gemachtes Fernsehen. Man merkt förmlich, mit welch außerordentlicher Liebe zum Detail diese Show gemacht wird.“ Der Medienjournalist Stefan Niggemeier schrieb: „Zum Geheimnis des überwältigenden Erfolges […] gehört, dass die Show nicht nur an die niedersten Instinkte appelliert [aber natürlich auch], sondern auch das Gehirn intelligenter Menschen anspricht. Sie ist hervorragend produziert.“ Auch Stern Online findet positive Töne und betont die Absurdität der Sendung und den Reiz der Schadenfreude, welche die Sendung zu guter Unterhaltung machen, die Dschungelshow sei gesellschaftsfähig geworden. Der Stern-Redakteur Hannes Ross schreibt: „Das Dschungelcamp gibt gar nichts anderes vor als lupenreiner TV-Trash zu sein. Das macht die Qualität und die Ehrlichkeit dieser Show aus“. Als Fazit der fünften Staffel schrieb der Spiegel-Kolumnist Stefan Kuzmany: „Vom Casting der, nun ja, Stars, über die Musikauswahl und den Schnitt bis hin zur Moderation hat RTL, das muss man anerkennen, nichts weniger als eine saugute Unterhaltungssendung hingelegt.“
Für Diskussionen sorgte Anfang 2013 die Nominierung der sechsten Staffel der Sendung für den Grimme-Preis. Unter anderem sah sich der Dschungelkönig von 2011, Peer Kusmagk, in der Fernsehsendung Markus Lanz verbalen Angriffen von Schauspielerin Katrin Sass ausgesetzt, nachdem er sein Mitwirken am Sendungsformat verteidigt hatte.

### Schleichwerbung in Staffel 8
Die Produzenten der Sendung setzten in der achten Staffel Kekse der Firma Bahlsen in einer 96 Sekunden dauernden Aufnahme so prominent in Szene, dass das Verwaltungsgericht Hannover im Februar 2016 Schleichwerbung feststellte.

### Sonja Zietlows Kritik am Deutschen Fernsehpreis 2023
Sonja Zietlow kritisierte im Oktober 2024 im Gespräch mit der dpa die zu späte Honorierung der Sendung durch den Deutschen Fernsehpreis: „Das ist ein Arschtritt für Dirk Bach, für mich und für Daniel Hartwich. Wir haben 20 Jahre einfach fantastisches Fernsehen gemacht, zumindest wollten es […] sehr viele Menschen sehen. […] Ich bin nicht der größte Fan vom Deutschen Fernsehpreis. Es werden manchmal Formate ausgezeichnet, nur weil es gut gemachtes Fernsehen ist. Im Gegensatz dazu bekommt der Dschungel nach 20 Jahren seinen ersten Fernsehpreis, obwohl es das wirklich erfolgreichste Format der letzten 20 Jahre ist“.

### Auszeichnungen
- 2011 Nominierung in der Kategorie Beste Unterhaltung für den Deutschen Fernsehpreis.
- 2013 Nominierung in der Kategorie Unterhaltung für den Grimme-Preis.
- 2013 Deutscher Comedypreis in der Kategorie Beste Moderation. Die Moderatoren nahmen nicht an der Preisverleihung teil.[114][115]
- 2023 Deutscher Fernsehpreis in der Kategorie Beste Unterhaltung Reality[116]